# Mohn
Mohn és una empresa dedicada al transport públic, que operava diverses línies d'autobusos urbans i suburbans a la comarca del Baix Llobregat i entre aquesta i la ciutat de Barcelona. Es va fundar l'any 1939, i actualment forma part d'un grup industrial del transport i l'automoció la matriu del qual és la societat Cinfromas, operant sota el nom comercial Baixbus junt amb altres dues emprese del grup. Originalment prestava serveis entre Gavà, Viladecans, Sant Climent de Llobregat i Barcelona, ampliant-los més tard als municipis de Begues, Olesa de Bonesvalls i Castelldefels.
L'any 2021 va perdre la major part de les concessions com a resultat d'un concurs públic de prestació del servei, en favor de l'empresa Avanza, la qual va subrogar el personal i els autobusos de Mohn. Fins al 25 de desembre de 2021 operava una xarxa de 30 línies amb prop de 200 autobusos, moment en què va passar a operar només la línia de Begues. A mitjans de l'any 2022 Mohn va procedir al seu tancament empresarial i la línia i autobusos romanents van ser subrogats per Rosanbus.

## Història

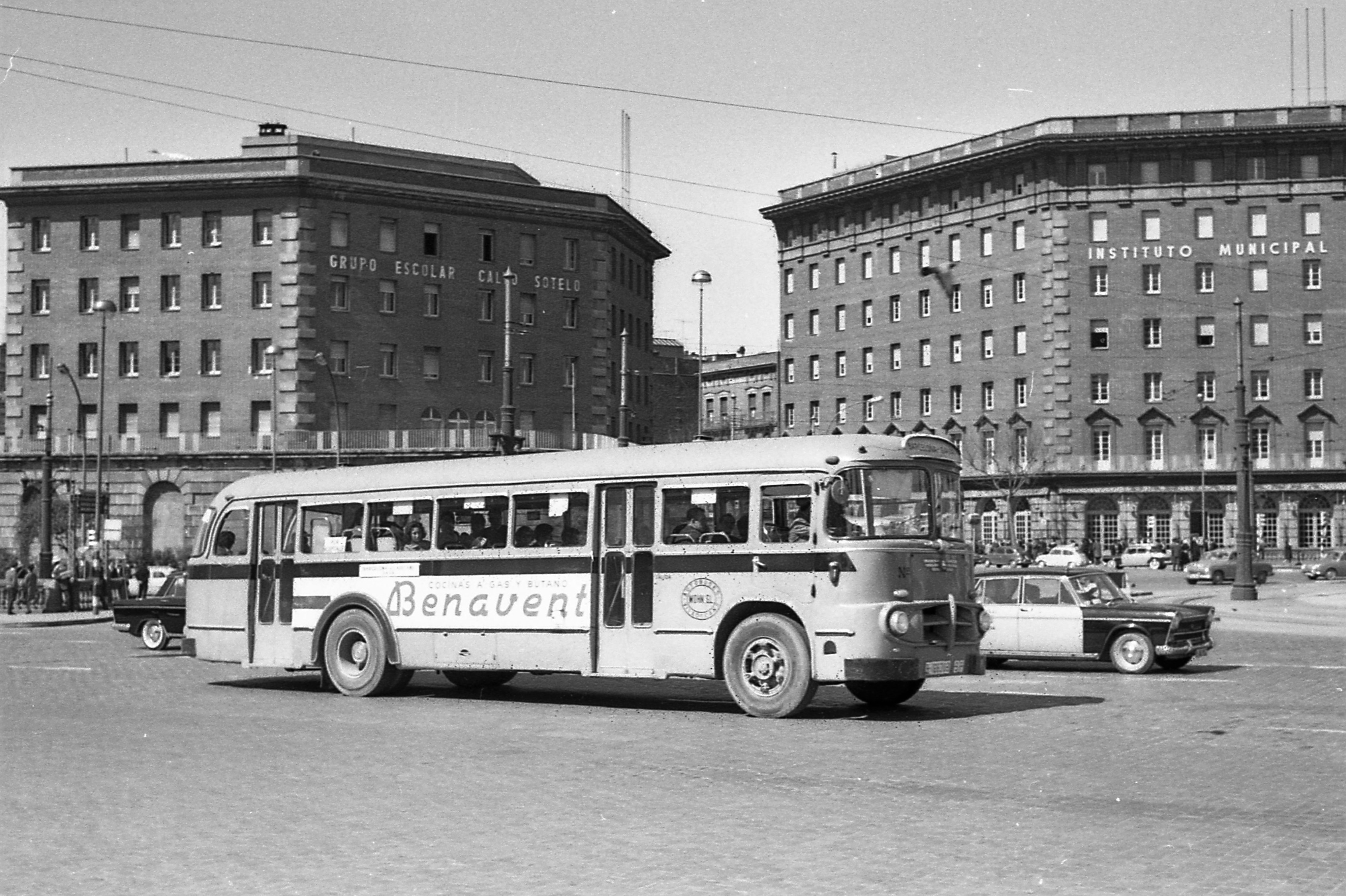
A la Plaça d'Espanya de Barcelona als anys seixanta, l'autobús 34 de Mohn, un Pegaso de model i carrosseria desconeguts.

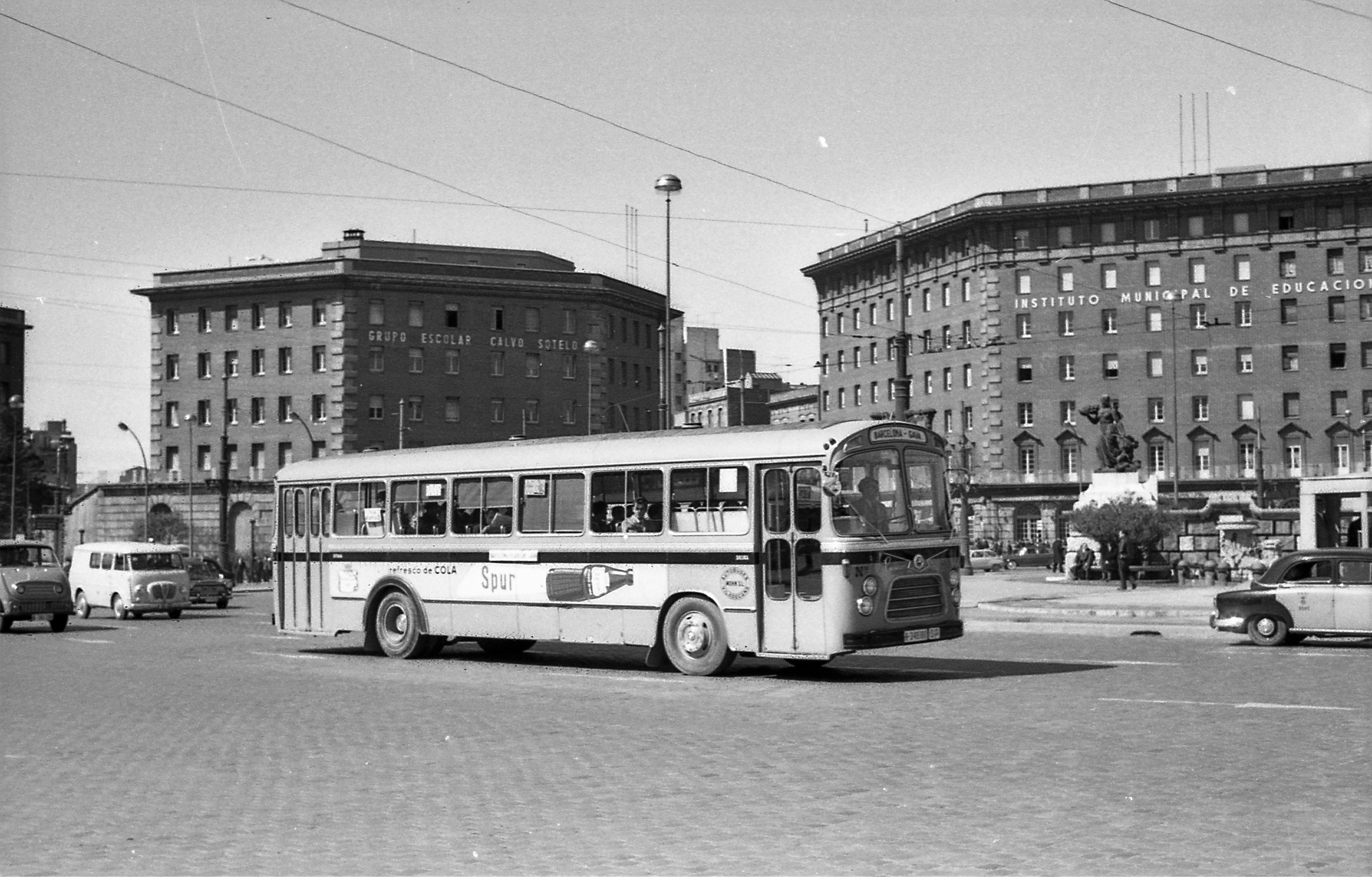
Al mateix lloc i mateixa data, el número 36, un Pegaso 5020 amb carrosseria d'Obradors.

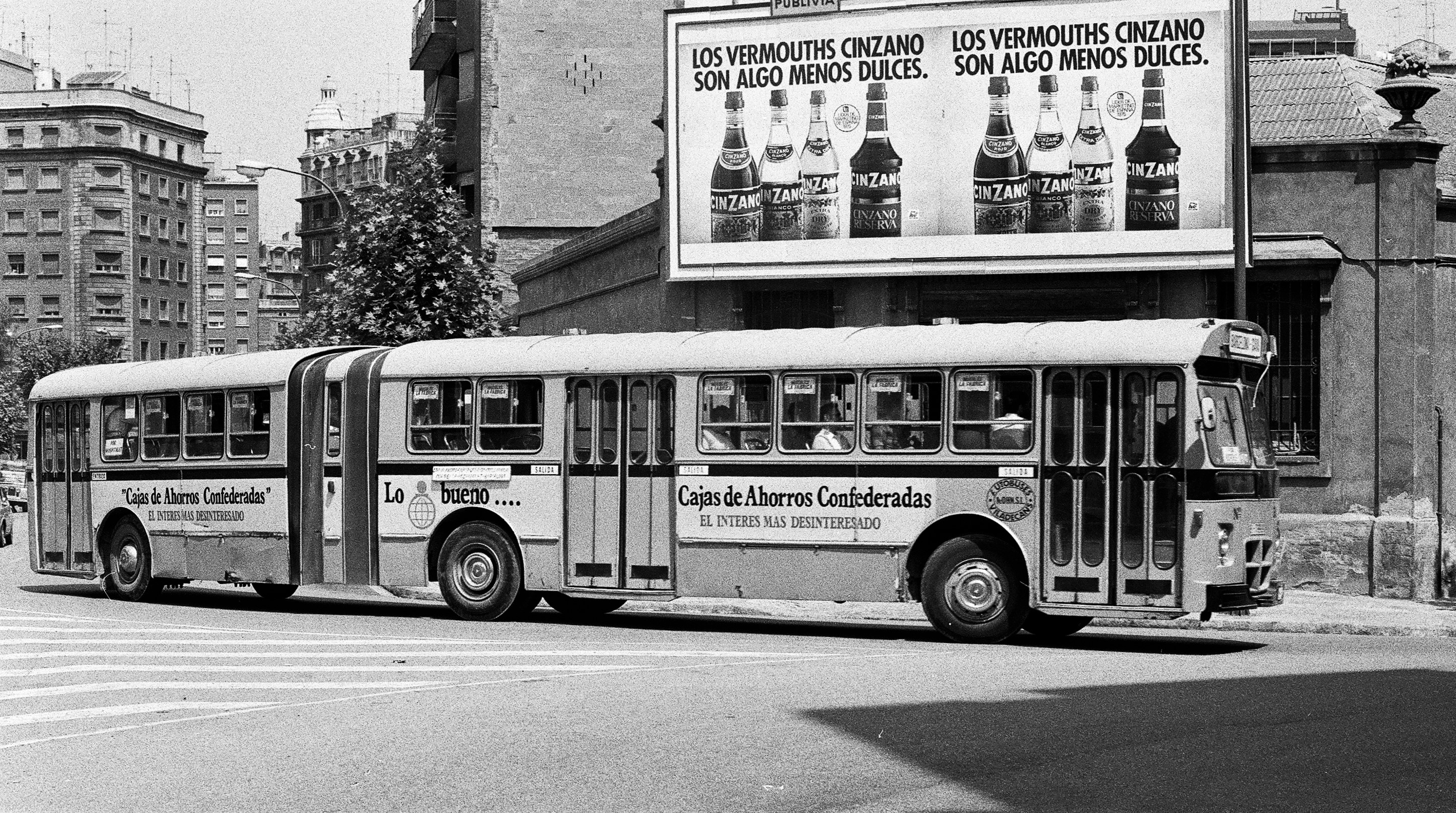
Un dels sis autobusos articulats Pegaso 6035-A, a la cruïlla dels carrers Lleida i Tamarit a Barcelona, el 1976.

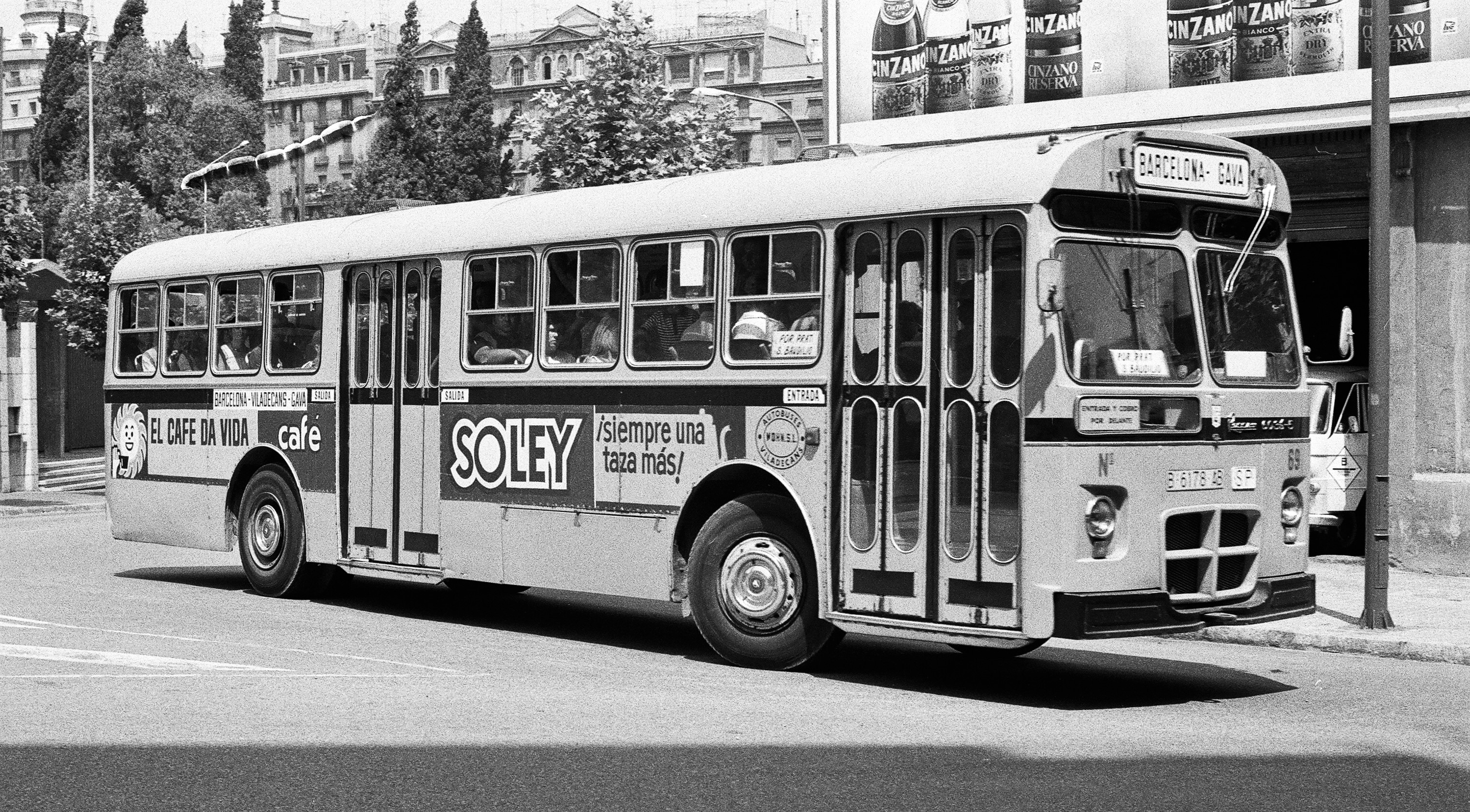
El Pegaso 6035-5 número 69, al mateix lloc i data.

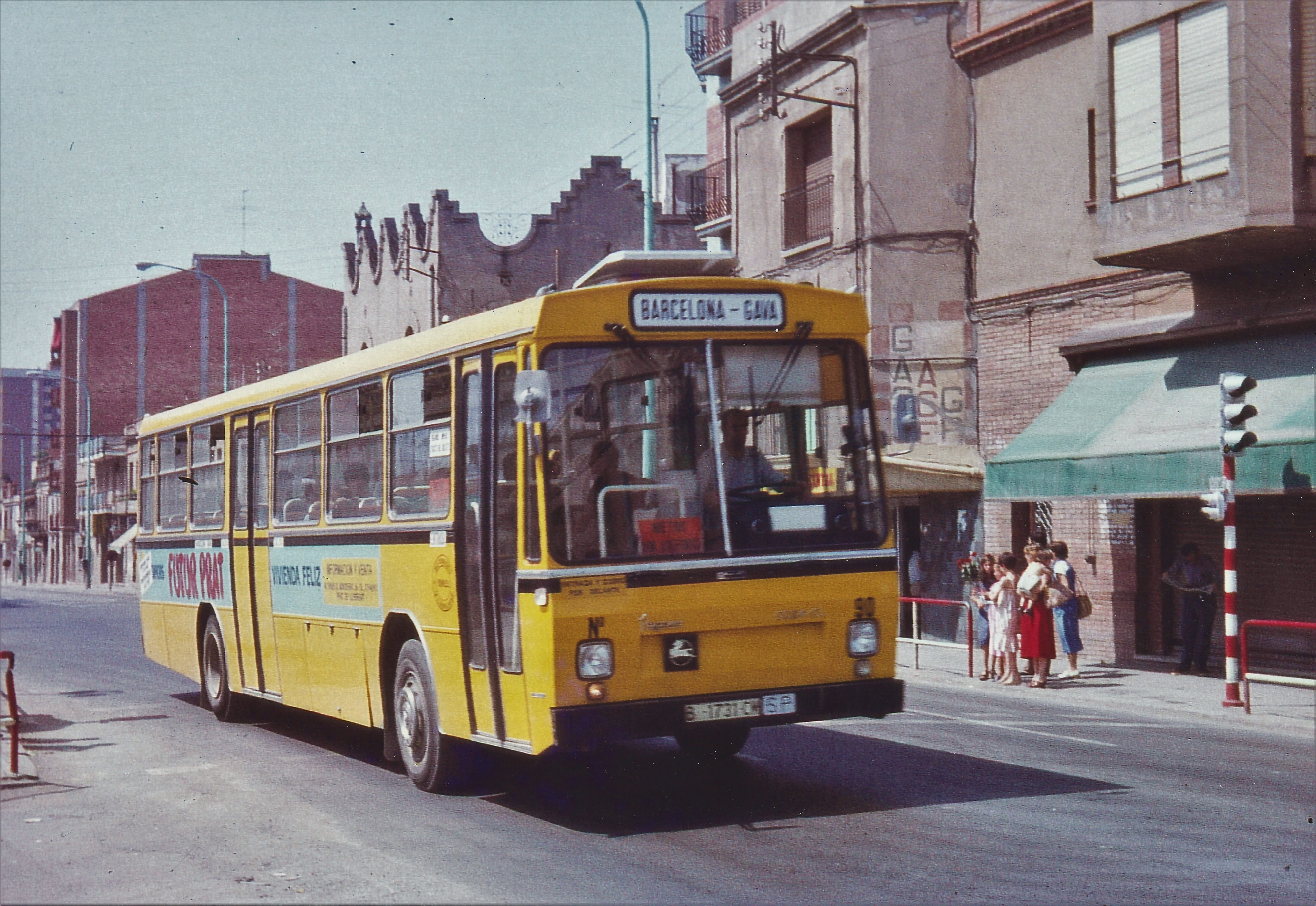
L'any 1975 a Viladecans, el Pegaso 5024-CLN/Unicar U-75 número 90.

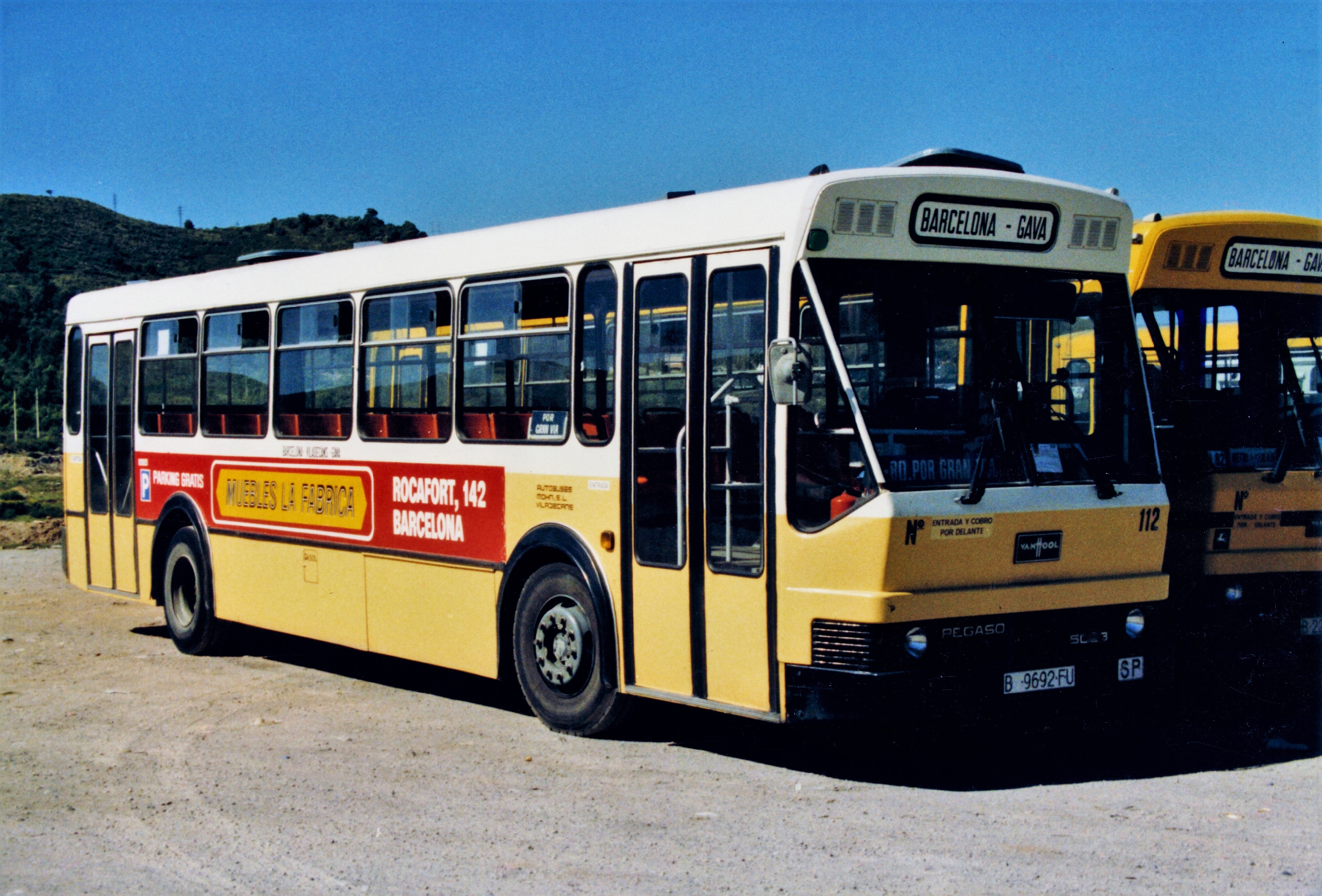
A la terminal de Gavà situada a tocar de la carretera de Begues, el Pegaso 5023 amb carrosseria de Van Hool número 112.

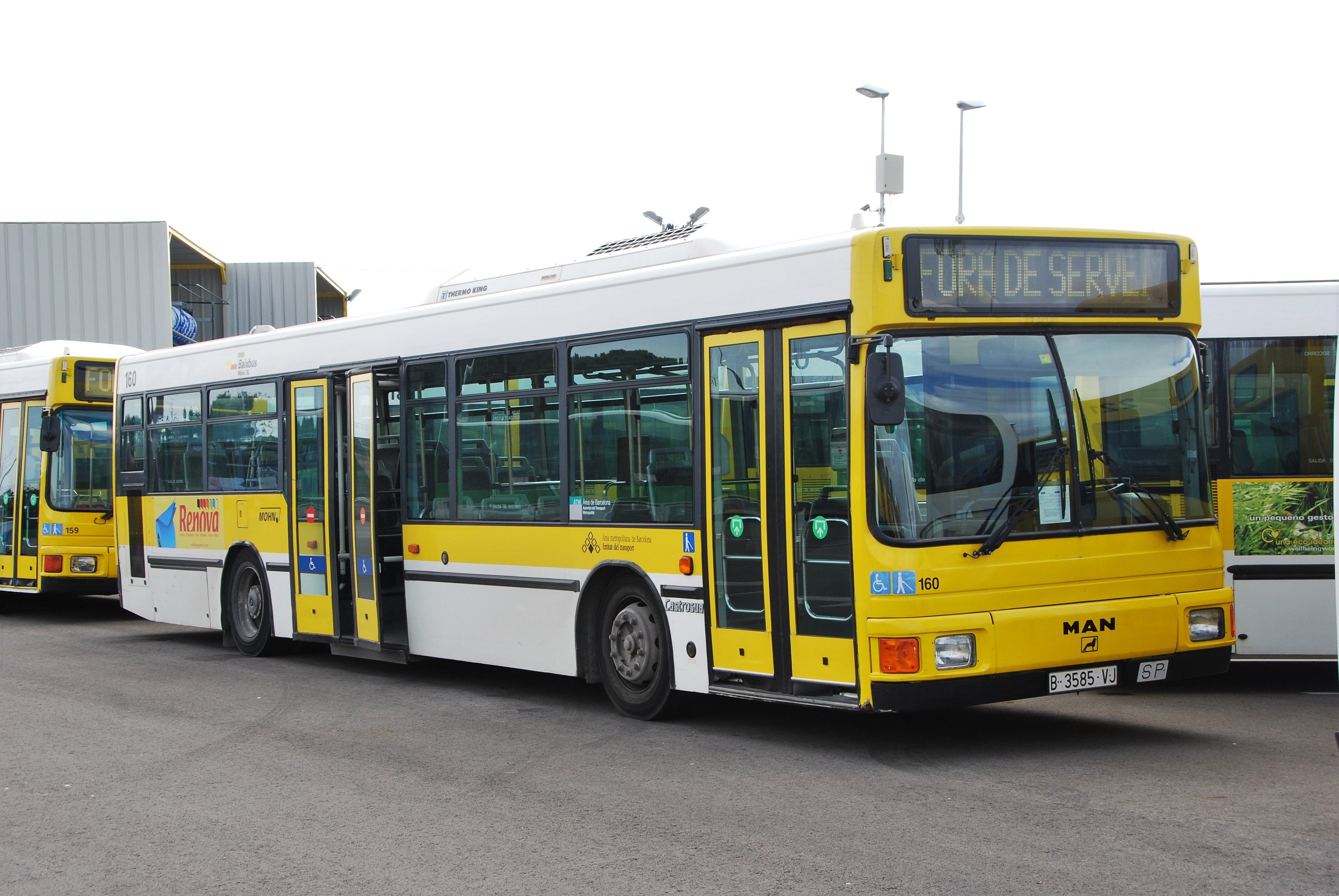
A les cotxeres de Gavà, el MAN NL262F número 160.

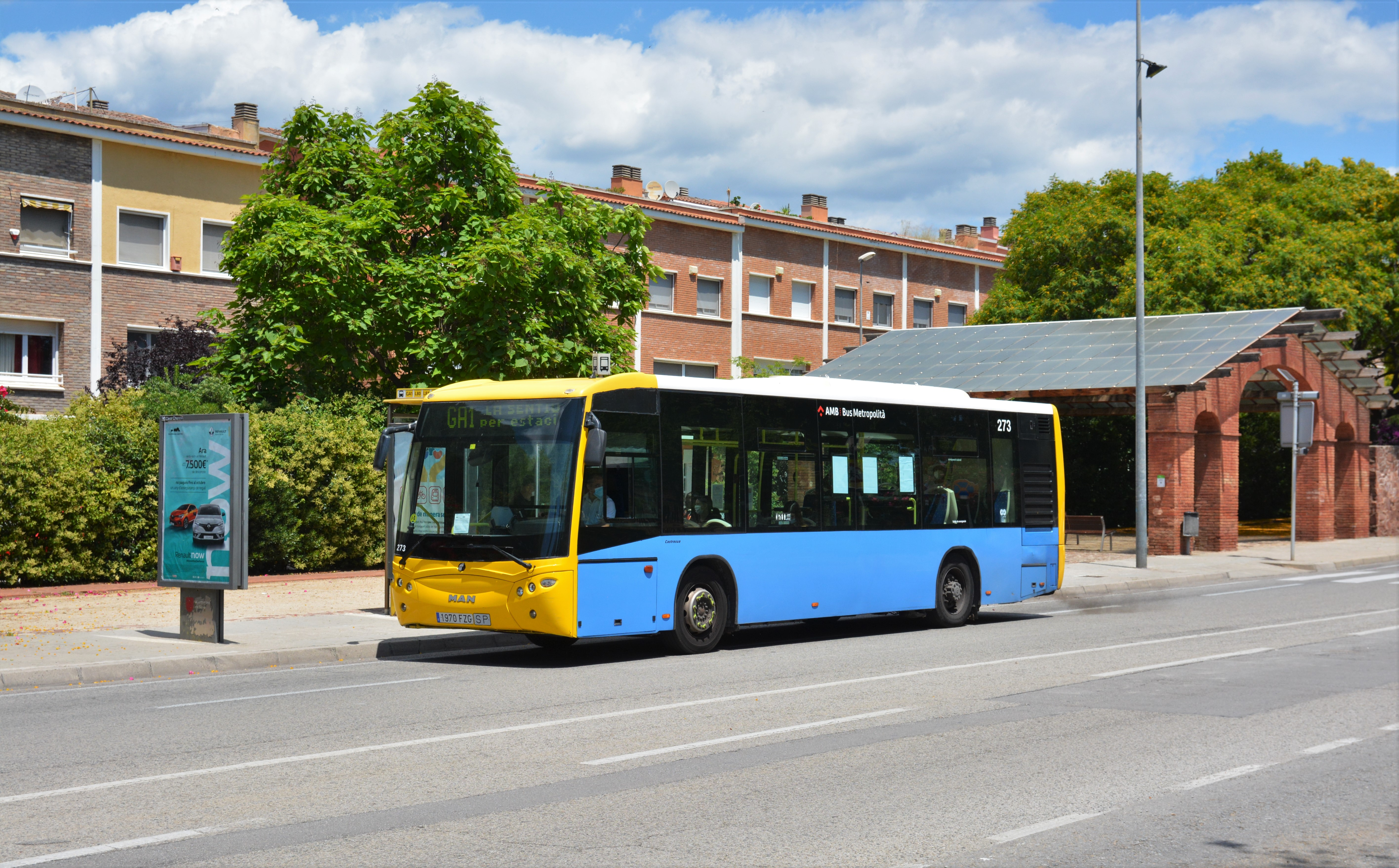
Un dels midibusos MAN/Castrosúa, el 273, amb els colors del servei urbà de Gavà.

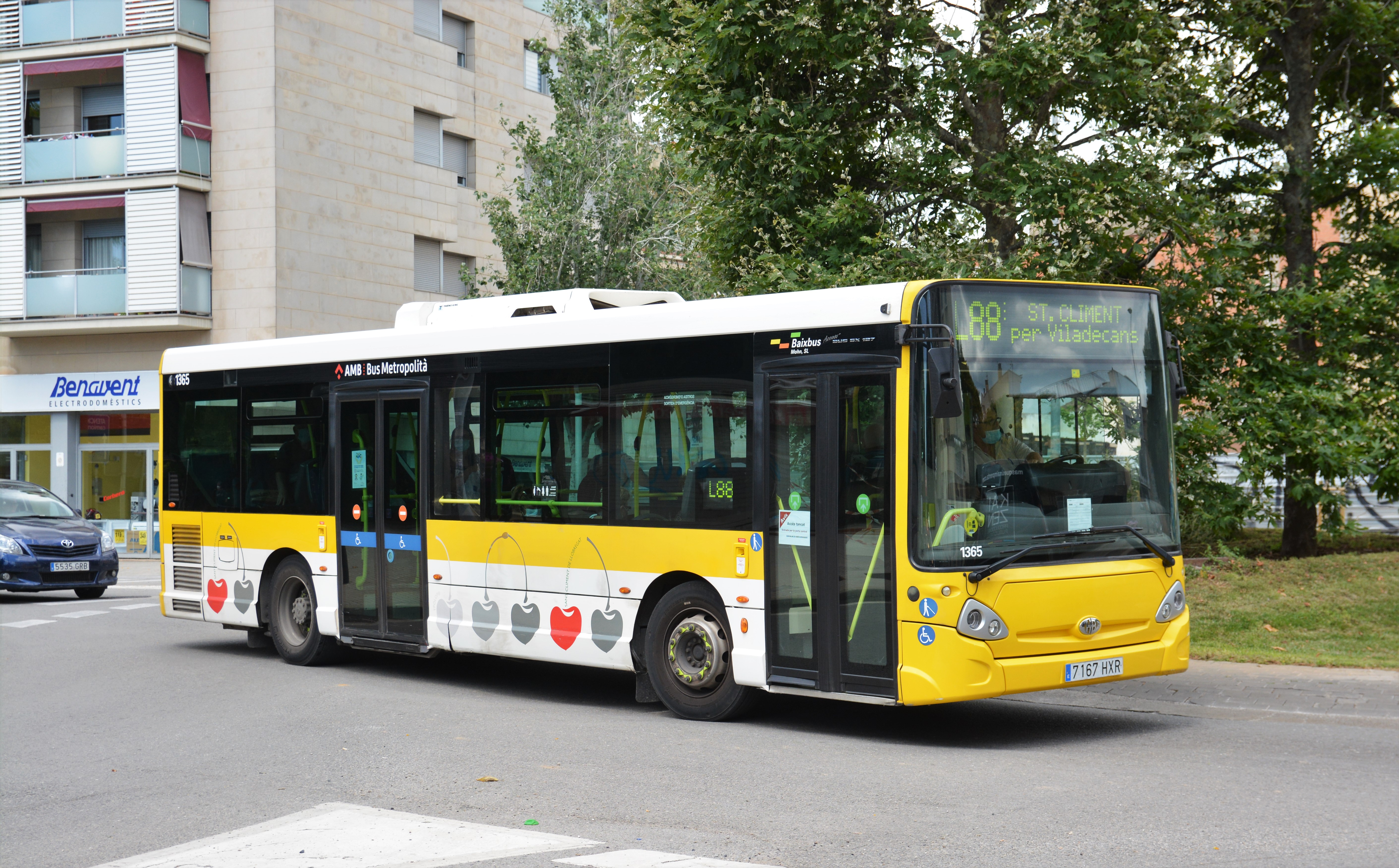
El número 1365 està assignat a la línia L88 de Sant Climent. Per això té una decoració específica amb cireres, producte típic d'aquesta població.

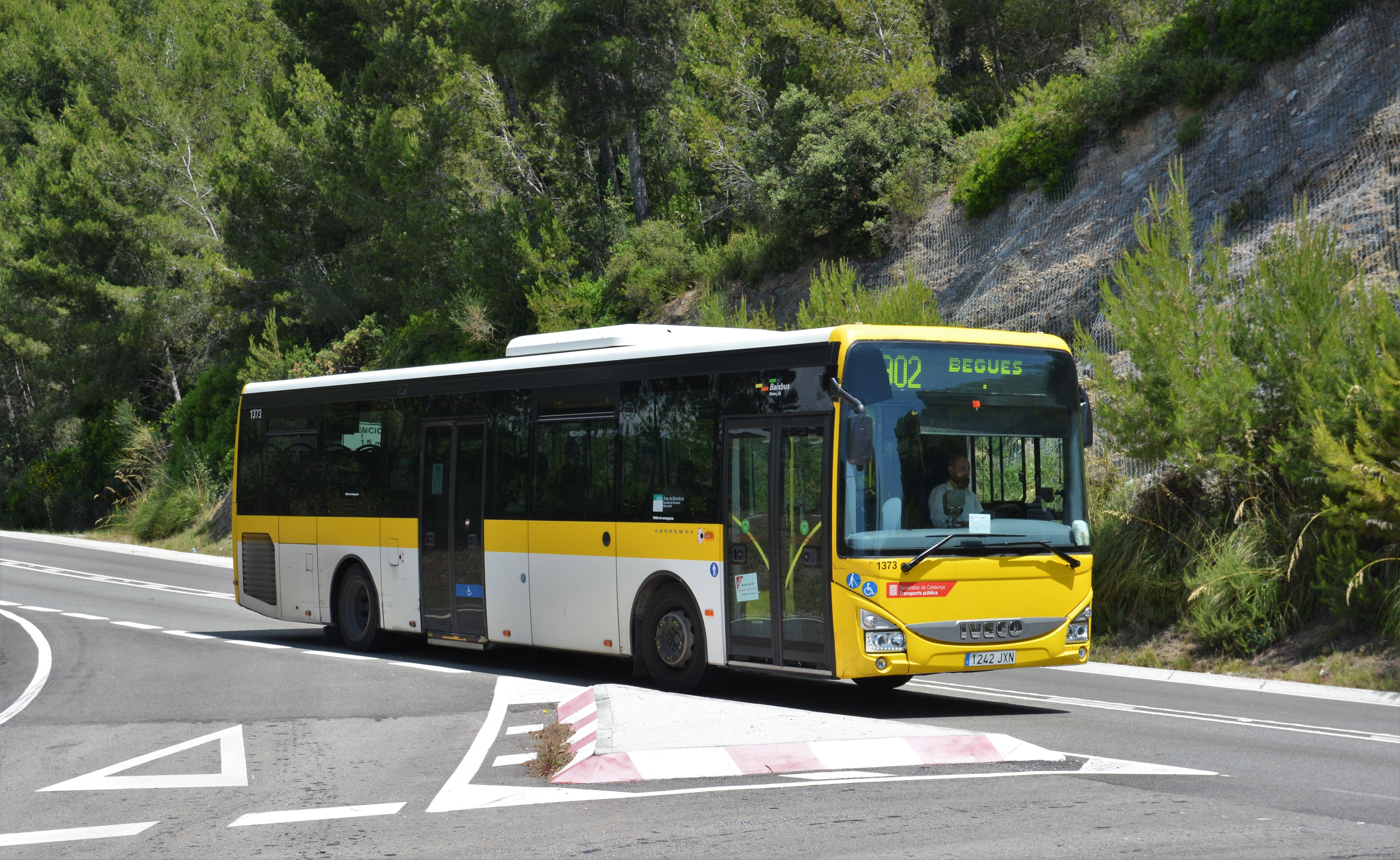
A la carretera BV-2041, el 1373 assignat a la línia de Gavà a Begues, motiu pel qual té la marca vermella dels Transports públics de la Generalitat de Catalunya.

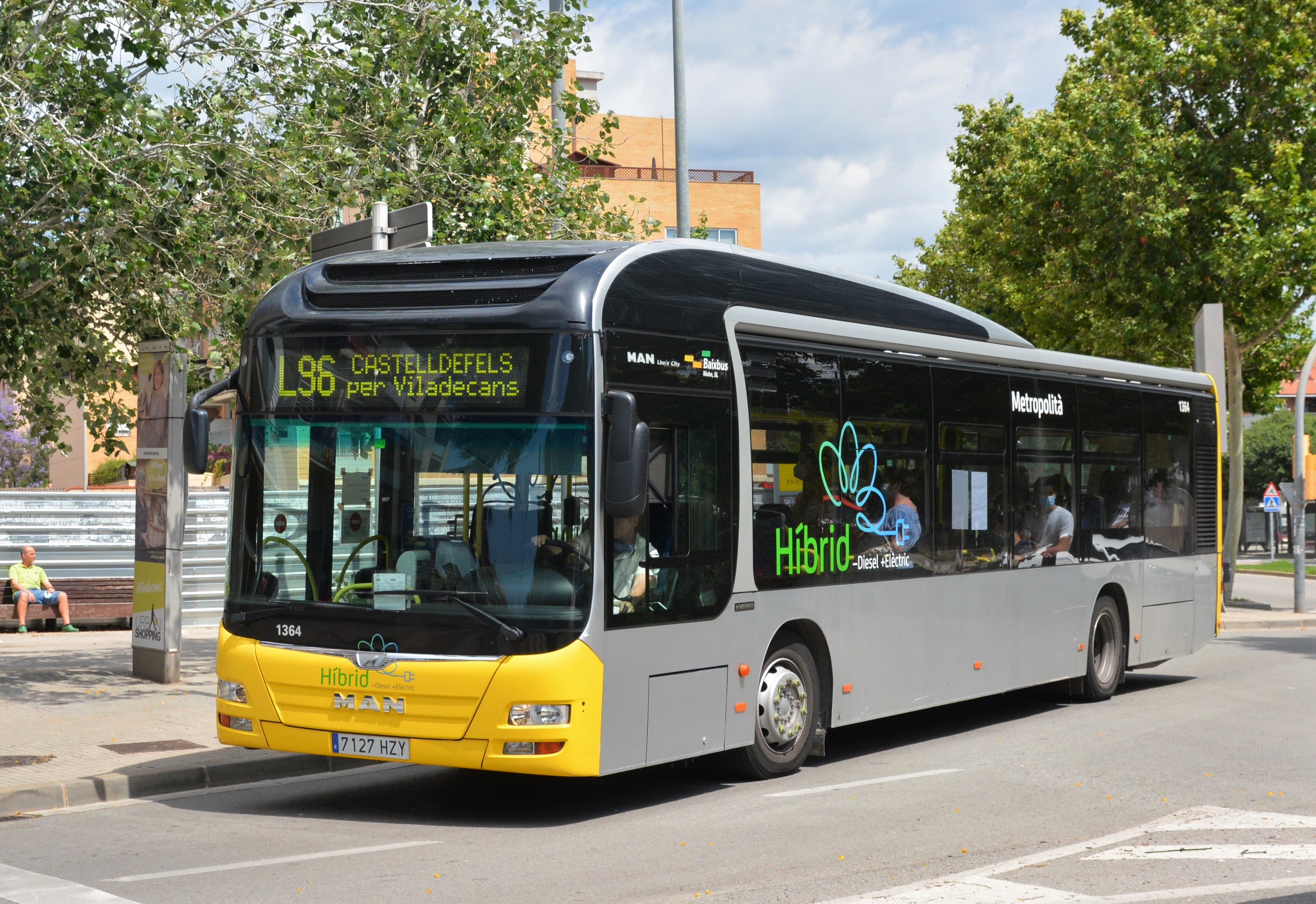
Autobús híbrid MAN Lion's City número 1364 a Viladecans.

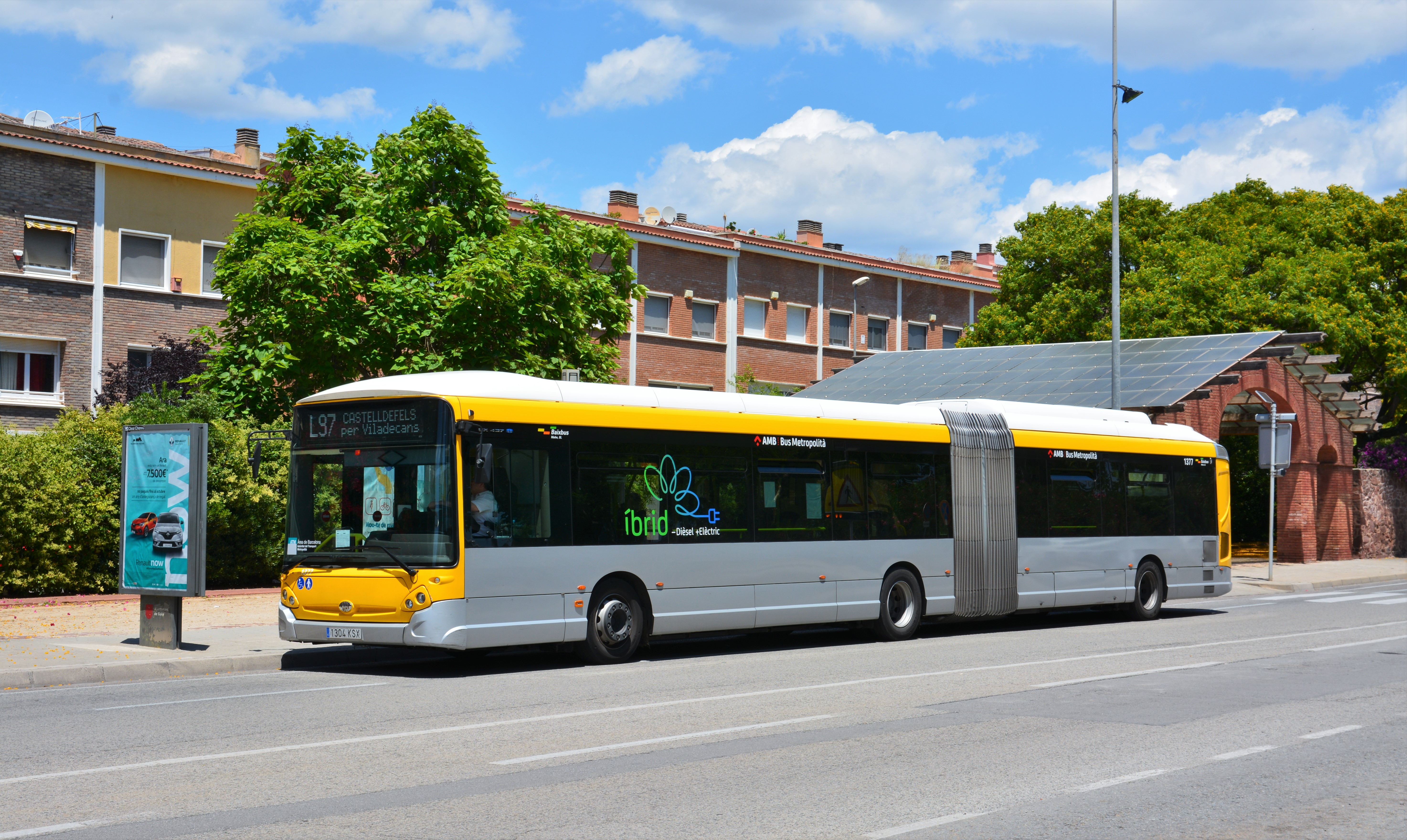
Un dels articulats híbrids Heuliez GX 437 posats en servei el 2019, el 1377, a Gavà.

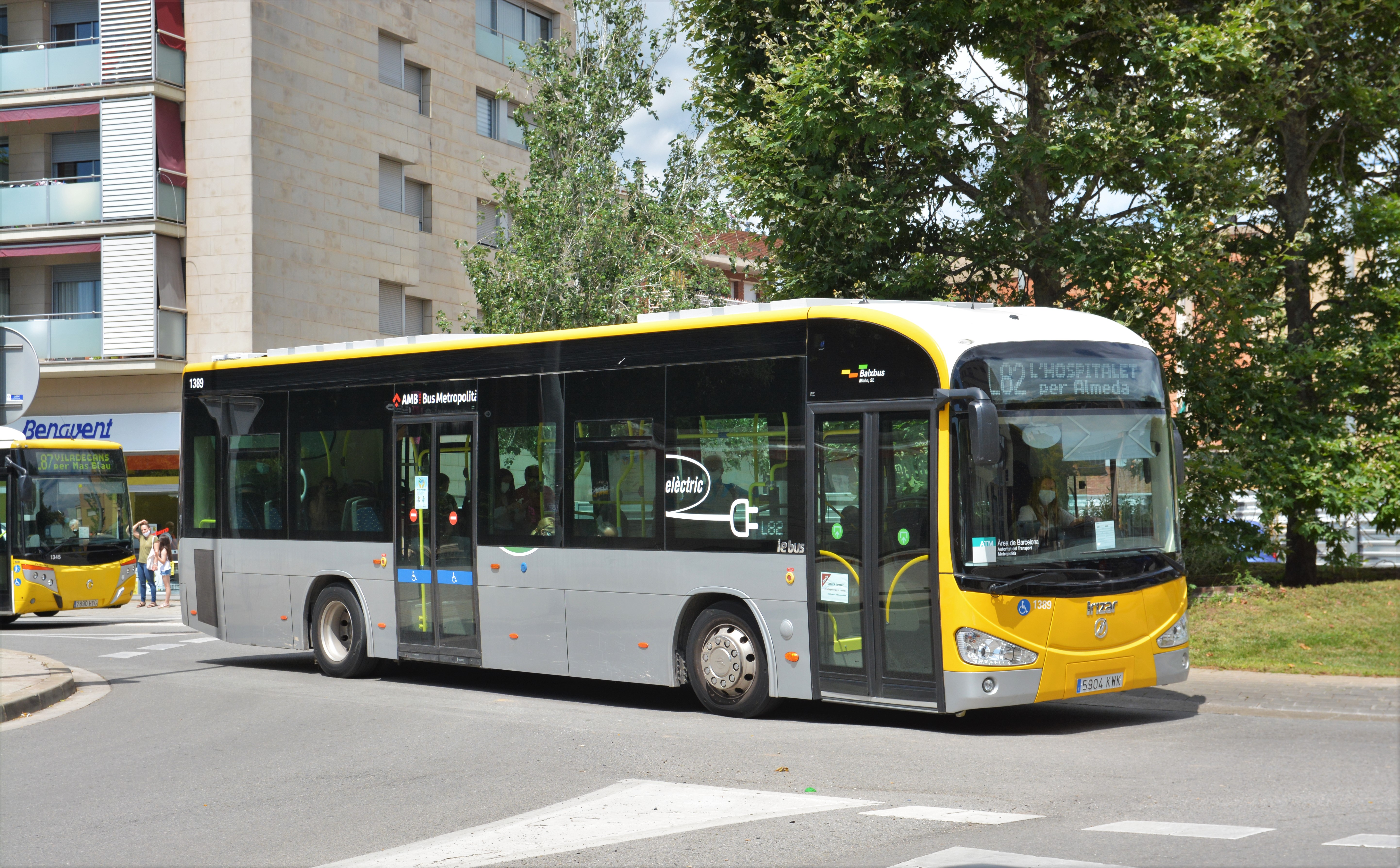
El 1389 és un dels irizar elèctrics posats en servei l'any 2019.

### Antecedents
Quan el ferrocarril va arribar a Gavà l'any 1881, la familia Enrich (que ja es dedicava a l'activitat del transport) va establir una línia de tartanes entre l'estació de tren i les poblacions de Viladecans i Sant Climent de Llobregat. El 21 de setembre de 1918 un dels seus membres, en Jaume Enrich i Amat, va obtenir del Ministeri de Foment la concessió per transformar aquest servei en un altre servit per autobusos de motor. A principis dels anys vint, va posar en servei una segona línia entre Gavà i Barcelona, tot i que ho va fer a través d'un parent seu (el Pere Bruach i Santfeliu) per no enfrontar-se amb la companyia del ferrocarril MZA, atès que entrava en competència directa amb els trens. Per fer aquest servei va adquirir quatre autobusos Hispano Suiza, que va pintar de color vermell. Sembla que en Jaume Enrich i Amat va deixar de prestar el servei a Sant Climent de Llobregat més o menys quan va començar a operar la línia de Barcelona.
Va haver-hi una altra concessió del mateix servei entre Gavà i Barcelona, que va ser sol·licitada pel Pere Juvé i Puig l'any 1923. Tot i que sembla confirmat que els autobusos de Juvé realment van circular, no queda clar si ho van fer simultàniament amb els d'Enrich/Bruach o si els van substituir, atès que el 18 de gener de 1923 l'Ajuntament de Viladecans va acceptar la sol·licitud de Juvé per la prestació d'aquest servei "en exclusiva".

### Walter Mohn
Paul Walter Mohn (1891-1966, més conegut simplement com a Walter Mohn) va néixer el 1891 a la població alemanya de Metzingen, a l'estat de Baden-Württemberg. El 1899, la familia Mohn-Flamm es va traslladar a la ciutat marroquina de Casablanca. En aquell país s'havia instal·lat una creixent colònia alemanya des de l'any 1873, com a part del colonialisme de l'Imperi Alemany. El pare d'en Walter va treballar allà a l'empresa Mannesmann, dedicada a l'importació i exportació de productes miners i agraris. Cap al 1904, després de la mort del pare, el fill gran el va substituir a Mannesmann, entrant a formar-ne part com a soci. Per aquella època, Walter va començar a treballar a l'empresa. Després de l'incident d'Agadir el 1911, la colònia alemanya va veure compromesa la seva estada al Marroc, agreujada amb l'inici de la Primera Guerra Mundial. Davant aquesta complexa situació, l'agost del 1914, a l'edat de 23 anys, Walter Mohn va decidir abandonar el Marroc, traslladant-se primer a Cadis i després a Barcelona, a principis dels anys vint, seguint treballant per Mannesmann.
El setembre de 1920, l'empresari nord-americà descendent d'alemanys Franz Mawick va fundar, juntament amb altres socis (almenys, també el suís Piet Meyer), l'empresa IMPEX (Importaciones y Exportaciones S.A.). Franz Mawick es dedicava a la compra i venda de terres i explotacions agràries, negocis que estaven vinculats a l'empresa Mannesmann. IMPEX, entre d'altres activitats, importava i venia automòbils i camions. El 1921, Paula Mohn, germana de Walter, es va casar amb Franz Mawick. Poc després, Mawick va contractar al seu cunyat, i va ser així com Walter Mohn va començar a treballar a l'empresa IMPEX, més o menys al mateix temps que va aconseguir la nacionalitat espanyola.
Probablement com a conseqüència d'aquest negoci d'importació de vehicles, i també per l'atracció de diverses empreses d'origen suís i alemany instal·lades al Baix Llobregat, a principis de 1924 IMPEX va sol·licitar la concessió per prestar un servei d'autobusos entre Gavà, Viladecans i Barcelona, que li va ser atorgada el 24 de maig.
És possible que IMPEX absorbís la concessió de Juvé el 1924 i, després d'un curt període de competència, a la primavera del 1925 IMPEX va absorbir també la concessió obtinguda anteriorment per Enrich/Bruach de la línia entre Gavà i Barcelona, deixant aquests de prestar servei. El mes de juliol d'aquell any, l'empresa va posar en marxa una fàbrica de llevat, que es va mantenir operativa fins a l'any 1999 tot i que explotada per una altra empresa. El 1928, la línia de Gavà va ser perllongada fins a Castelldefels.
A finals de 1931, IMPEX va nomenar com apoderat a Waltrer Mohn, que va ascendir a gerent el 1934. Durant la Guerra Civil l'empresa va ser confiscada pels obrers, que van seguir prestant el mateix servei en la mesura que la situació ho permetia. Quan va començar la Guerra, l'empresa disposava de deu autobusos. Acabat el conflicte bèl·lic, la concessió dels autobusos va ser separada de l'empresa i adquirida per Walter Mohn, que va crear la societat Mohn S.L. per a la seva explotació el 22 de novembre de 1939. IMPEX va seguir durant un temps les seves activitats d'importació de vehicles i explotació de la fàbrica de llevat. El 30 d'octubre de 1940, una junta general d'accionistes extraordinària va acordar la dissolució de la societat.
Mohn es va constituir amb un capital social de 200.000 pessetes, estant la major part de les accions en mans de Walter Mohn. En aquell moment disposava tan sols de sis autobusos, amb els que va començar el servei entre Castelldefels, Gavà i Barcelona l'1 de gener de 1940. Les penúries de la postguerra van portar a que el 26 de juliol de 1940 el Ministeri d'Hisenda dictés una ordre, per la qual obligava a suspendre tots els serveis d'autobusos paral·lels als ferrocarrils, a causa de la manca de combustibles. Per aquest motiu, Mohn va haver de limitar els seus serveis al recorregut entre Gavà i Sant Boi de Llobregat, on els viatgers transbordaven als trens de la Compañía General de los Ferrocarriles Catalanes (CGFC), fent una sola expedició diària a Barcelona i abandonant el trajecte entre Castelldefels i Gavà. El 1941, l'empresa va poder reprendre el servei a Castelldefels, tot i que només amb dues expedicions diàries entre el 15 de juliol i el 15 de setembre.
El desembre de 1942 va entrar a formar part de la societat el suís Piet Meyer, substituint a l'Antoni Fita, reduint Walter Mohn la seva participació. La va reduir de nou el gener de 1944, quan un nou soci, en Pere Garrido, va adquirir part de les accions en una operació d'ampliació del capital social fins a 270.000 pessetes. Encara van haver de passar molts anys fins que es va normalitzar el servei, i no va ser fins l'1 d'abril de 1949 quan Mohn va poder fer de nou el recorregut complet de la seva línia entre Gavà i Barcelona. El 7 de maig de 1951, Mohn va tornar a sol·licitar la seva concessió, obligada per la reglamentació derivada de la Llei de 27 de desembre de 1947 sobre ordenació dels transports mecànics per carretera, fixant la seva terminal a Barcelona davant del número 353 de la Gran Via de les Corts Catalanes, a tocar de la Plaça d'Espanya.
El 30 d'agost de 1951, Mohn va posar en servei una nova línia entre Begues i Barcelona. El 1952 figuren com a titularitat de l'empresa només dues línies: la original de Gavà a Barcelona (sembla que ja no arribava a Castelldefels) i aquesta de Begues, les quals compartien recorregut entre Viladecans i Barcelona.

### La família Huch
A mitjans dels anys cinquanta, Walter Mohn va abandonar la propietat de l'empresa, que va passar a mans catalanes, en concret de la família formada per en Santiago Huch i Bosch, i la seva dona, la Rosa Miró i Jabal. Des de llavors, l'empresa sempre ha estat en mans dels seus descendents. Santiago Huch i Bosch ja treballava, des de feia anys, al sector del transport de viatgers. L'any 1928, amb altres tres joves emprenedors, va sol·licitar la primera concessió per establir una línia d'autobusos entre Barcelona i el Monestir de Montserrat. El 1933, els quatre van formar l'empresa Auto Transportes Julià (actualment Autocars Julià), de la que no es va retirar fins a l'any 1979.
Després del traspàs de la propietat, l'empresa va començar a fer servir el nom d'Autobuses Viladecans per identificar-la, denominació que es va fer servir a les parades, els autobusos i els bitllets. Encara que això mai va suposar un canvi oficial ni legal de la denominació, Autobuses Viladecans es va mantenir en ús encara durant molts anys, almenys fins al 1992, tot i que sempre acompanyant el nom legal de l'empresa.
Els primers anys, la família Huch-Miró va seguir prestant els mateixos serveis. A la dècada dels anys seixanta van perdre la concessió de la línia de Begues i van obtenir tres noves concessions, per una nova línia entre Barcelona i Gavà per El Prat de Llobregat, per una fillola de la línia original per El Prat de Llobregat i Sant Boi de Llobregat, i pel perllongament d'una de les seves línies fins a la platja de Castelldefels durant els mesos d'estiu.
El juliol de 1974, Mohn va obtenir la primera concessió fora del seu àmbit geogràfic habitual: va ser la línia que anava des de les vivendes de Cinc Roses, al barri de Camps Blancs de Sant Boi de Llobregat, fins a Barcelona, en competència amb una altra de l'empresa Oliveras S.A.
A finals d'aquell any, Oliveras S.A., amb seu a l'Hospitalet de Llobregat, acumulava unes pèrdues econòmiques tan grans que va oferir vendre l'empresa a l'Ajuntament d'aquesta ciutat. El govern local va rebutjar l'oferta, i l'alcalde del moment va manifestar que devia ser l'acaba de crear Corporació Metropolitana de Barcelona (CMB) qui l'adquirís, per així donar solució als problemes de transport de la zona. Finalment va ser l'empresa Mohn S.L. la que va acudir al rescat d'Oliveras, adquirint accions de la companyia i passant a controlar-la, tot i que va mantenir la seva marca i independència tant de gestió com operativa. No obstant, poc després (probablemente a partir del 1976), els autobusos d'Oliveras van començar a pintar-se amb el mateix esquema que els de Mohn, tot i que substituint el color groc pel taronja.
El 1975, Mohn va començar a prestar servei entre la Plaça d'Espanya de Barcelona i Castelldefels, probablement només a l'estiu. I el 1977 va posar en servei una línia concedida per la CMB entre Gavà i l'estació de metro de Sant Ildefons, inaugurada el novembre de 1976.
El 24 d'abril de 1980 es va traspassar la concessió de la línia entre Barcelona i Sant Climent de Llobregat d'Oliveras a Mohn.
Malgrat tenir les competències sobre el transport metropolità des de feia anys, la CMB no va començar a exercir-les activament fins a la segona legislatura local, a partir de l'any 1983. Va ser llavors quan va iniciar el procés d'unificació de les concessions que abans atorgava el Ministeri de Foment. El 14 d'abril de 1983, la CMB va unificar totes les concessions de Mohn en una de sola, anomenada U-1. En aquell moment, Mohn prestava servei a deu línies i tenia uns 90 treballadors i 30 autobusos. Un any abans, la CMB també va unificar la denominació de les línies metropolitanes, assignant números de dues xifres precedits d'una lletra, sents aquesta la "L" per les de la zona del Baix Llobregat.
El 1987, després de més de 30 anys proveint-se d'autobusos nacionals, gairebé en exclusiva de Pegaso, Mohn va posar en servei els primers autobusos de fabricació estrangera, del model B10M de Volvo que, a més, van ser els primers de la flota en disposar d'aire condicionat i els darrers de pis alt.

### Expansió de Mohn
El 29 de març de 1990, l'Entitat Metropolitana del Transport (EMT, que va succeir la CMB el 1987) va adjudicar a Mohn el nou servei nocturn entre Barcelona i diversos municipis del Baix Llobregat. El 28 de setembre d'aquell any es van posar en servei les tres primeres línies. Poc després, el 5 d'octubre del mateix any, i trenta anys després d'haver-la perdut, Mohn va recuperar la concessió de la línia de Begues, després de la renúncia d'Auto Transportes Petit Canigó S.A., en no poder fer front a les despeses d'explotació.
El 20 de juny de 1992, Mohn va començar a operar una línia molt antiga, que enllaçava la Plaça de la Universitat de Barcelona amb la platja de Castelldefels només els mesos d'estiu. Destinada als banyistes, es va crear el 1945 i durant molts anys va ser una línia concedida a RENFE, per tenir el trajecte coincident amb el ferrocarril, amb la denominació T-11. Va ser concedida a Mohn el 28 de maig de 1992 i va passar a denominar-se L94.
L'any 1995 va ser el de l'expansió definitiva de Mohn a la zona de Castelldefels, on fins aleshores el servei d'autobusos suburbans era operat per l'Empresa Rué. Aquesta venia oferint un deficient servei des de feia anys, amb incompliment dels horaris i utilitzat una decrèpita flota de vells autobusos. Després del corresponent concurs públic (al que també van presentar oferta TRAPSA i Transports Ciutat Comtal), el 29 de setembre de 1994 l'EMT va adjudicar les línies de Castelldefels a Mohn.
Es van crear tres noves línies, en substitució de les que operava Rué, que van començar a prestar servei provisionalment el 20 de febrer de 1995 la línia L95 i la resta el 10 d'abril de 1995. Rué va ignorar les noves disposicions legals i va continuar explotant les seves línies, en paral·lel a les de Mohn, mentre esperava la resolució del recurs de nul·litat que va presentar. Finalment, va haver d'intervenir la policia, que va immobilitzar els seus autobusos el 29 de maig. Va ser així com Mohn es va fer càrrec de tot el transport públic de la zona oest de la comarca del Baix Llobregat, en exclusiva als municipis de Begues, Castelldefels, Gavà i Viladecans, situació que manté fins al 26 de desembre de 2021 quan els serveis passen a un altre concessionari.
L'11 de febrer de 1999 es va constituir, a l'Hospitalet de Llobregat, l'empresa Cinfromas S.L., una societat de cartera (holding) on la família Huch va agrupar tots els seus negocis de transport públic, concessionaris d'automòbils, tallers d'automoció i immobiliaris. En aquest grup es van integrar les tres empreses d'autobusos que la família controlaba al Baix Llobregat: Mohn S.L., Oliveras S.L. i Rosanbus S.L..
Entre els anys 2002 i 2003, Mohn va posar en marxa els serveis urbans de dues de les localitats del seu àmbit. El primer va ser el de Viladecans, des del 9 de setembre de 2002. Posteriorment la xarxa es va anar ampliant amb una segona línia el 7 de juny de 2004, i una tercera el 20 d'abril de 2007. El 31 de març de 2003 va començar a operar la línia urbana de Castelldefels. El mateix dia es va canviar la denominació de la línia urbana de Gavà, que funcionava des de l'any 1971 i que anteriorment es va denominar L89.
Els anys següents va continuar la millor continua dels serveis oferts, amb l'adquisició de nous autobusos i l'augment de les freqüències de pas.
Santiago Huch i Bosch, l'emprenedor que va adquirir l'empresa a Walter Mohn als anys cinquanta del segle xx, va traspassar el 28 de novembre de 2003. La seva dona, na Rosa Miró Jabal, no va traspassar fins quatre anys després, el 4 de desembre de 2007.

### El grup Baixbus
A principis de l'any 2005, les tres empreses d'autobusos del grup Cinfromas al Baix Llobregat es van agrupar sota una marca comercial comuna, amb el nom de Baixbus. Malgrat això, cadascuna d'elles va mantenir la seva independència societaria, operativa i d'imatge, mantenint els colors tradicionals dels seus vehicles. Però, progressivament, la nova marca es va anar utilitzant cada cop més per donar una imatge de fortalesa com a grup, i oferir una informació més senzilla i transparent als seus usuaris.
El 19 de maig de 2005, Mohn va posar en servei una nova línia nocturna i el 15 de setembre següent una altra, substituint aquesta a la 106 de TMB.
Durant els següents anys, d'acord amb les autoritats titulars (l'EMT fins al 2011, substituïda llavors per l'Àrea Metropolitana de Barcelona, AMB), els serveis van anar millorant progressivament, bàsicament per l'augment de les freqüències de pas i la renovació continua de la flota d'autobusos.
L'any 2016 Mohn, per primera vegada, va obtenir una concessió fora de Catalunya. L'agost d'aquell any TUSSAM, l'empresa municipal d'autobusos urbans de Sevilla, va adjudicar a la unió temporal d'empreses formada per Mohn S.L. i Empresa Casal S.L. (que també forma part del grup Cinfromas) la gestió del servei de transport urbà als barris sevillans de Valdezorras, El Gordillo i Aeropuerto Viejo (línies 16 i C6), per un període de cinc anys.
El 13 de març d'aquell mateix any, l'AMB va presentar la nova xarxa d'autobusos metropolitans d'altes prestacions, amb l'objectiu de crear set línies Exprés (amb recorreguts més directes i amb menys parades) i 14 línies Metrobús (amb elevada freqüència de pas). Mohn va començar a operar cinc de les noves línies Exprés. El 22 de març de 2018 es va posar en servei la primera d'elles, la E95 entre Castelldefels i la Ronda de la Universitat a Barcelona. El 27 de febrer de 2019 van entrar en servei les altres quatre. Són les línies E81 (Gavà - Barcelona-Plaça d'Espanya), E86 (Viladecans - Barcelona-Plaça d'Espanya), E97 (Castelldefels - Barcelona-Plaça Maria Cristina) i E98 (Gavà - Barcelona-Plaça Maria Cristina).
A finals de l'any 2019, l'empresa Mohn opera 30 línies d'autobusos (cin urbanes, 18 suburbanes diürnes i set suburbanes nocturnes), de les quals 29 concedides per l'AMB i una per la Generalitat, amb una flota d'uns 170 autobusos.
El 27 de febrer de 2020, l'AMB va convocar concurs públic per l'operació de tots els serveis actuals de Mohn (excepte la línia de Begues) fins al 31 de desembre de 2026, amb un contracte que podrà ser prorrogat per quatre anys. Això suposa l'agrupació de les diferents concessions i contractes sota els quals actualment treballa Mohn, en un de sol.
El 7 de juny de 2021 es va publicar el contracte pel qual Mohn opera el servei estival entre el nucli urbà d'El Prat de Llobregat i la seva platja, la línia PE (Platja Exprés), que només funciona els caps de setmana i festius dels mesos de juny, juliol i agost. El contracte és per un any, prorrogable per un altre.
Al següent quadre es pot veure l'evolució estadística de Mohn els darrers 13 anys, recollida per l'Autoritat del Transport Metropolità. Aquesta estadística no inclou la línia de Begues, que depèn administrativament de la Generalitat de Catalunya:
| Any  | Línies | Longitud xarxa (km) | Autobusos | Viatgers (milions) |
| ---- | ------ | ------------------- | --------- | ------------------ |
| 2007 | 22     | 379,7               | 125       | 15,0               |
| 2008 | 22     | 380,8               | 128       | 15,2               |
| 2009 | 23     | 402,4               | 135       | 15,5               |
| 2010 | 23     | 405,0               | 129       | 16,1               |
| 2011 | 23     | 405,0               | 129       | 16,9               |
| 2012 | 22     | 401,1               | 129       | 16,5               |
| 2013 | 22     | 400,1               | 128       | 16,4               |
| 2014 | 24     | 435,6               | 134       | 17,0               |
| 2015 | 24     | 442,4               | 137       | 17,4               |
| 2016 | 24     | 453,8               | 140       | 17,7               |
| 2017 | 24     | 459,6               | 140       | 18,8               |
| 2018 | 25     | 508,9               | 144       | 20,5               |
| 2019 | 29     | 560,9               | 168       | 21,9               |

### Pèrdua de les concessions
Davant de la imminent caducitat de les concessions de Mohn, prevista pel 31 de desembre de 2017, l'1 d'octubre d'aquell any l'Àrea Metropolitana de Barcelona (AMB) va convocar un concurs públic per la prestació del "servei públic de transport col·lectiu de viatgers entre Castelldefels, Gavà, Viladecans, Barcelona i altres municipis."
Aquest concurs no va tirar endavant, i el 13 de desembre de 2018 es va convocar un de nou. Però es va presentar un recurs davant del Tribunal Català de Contractes del Sector Públic, el qual va suspendre la licitació el 27 de febrer de 2019. Posteriorment, l'Autoritat Catalana de la Competència va requerir a l'AMB que retirés aquesta licitació.
Finalment, el 27 de febrer de 2020 l'AMB va tornar a anunciar aquesta licitació, amb data de presentació d'ofertes fins al 7 de juliol. El contracte tindrà validesa fins al 31 de desembre de 2026 (tot i que podrà prorrogar-se per quatre anys) i suposa l'agrupació de les diferents concessions i contractes sota els quals actualment treballa Mohn, en un de sol. El plec de condicions tècniques contempla la creació de cinc noves línies i diverses millores i modificacions de les existents durant el període de vigència del contracte.
Aquest concurs afecta a la totalitat de les línies que Mohn opera actualment (tant les concedides com les de gestió interessada), excepte la 902, la concessió de la qual és de la Generalitat de Catalunya i té vigència fins al 6 de novembre de 2028.
Després d'un llarg procés administratiu, el 27 de juliol de 2021 l'AMB va adjudicar el contracte a l'unió temporal d'empreses formada per Avanza Mobilidad Urbana S.L.U. i Viguesa de Transportes S.L. (filial del grup Avanza; totes dues formen part de la multinacional d'origen mexicà ADO, Autobuses de Oriente). Això suposa que Mohn ha perdut totes les concessions de totes les línies, excepte la 902 (concessió de la Generalitat de Catalunya) i la PE (contracte separat).
El darrer dia que Mohn va operar el serveis de tota la resta de les línies va ser el 25 de desembre de 2021, sent substituïda des de l'endemà pel nou operador

## Línies

### Concessions
La primera concessió atorgada a Enrich/Bruach o a Juvé (o a tots dos) va anar passant, consecutivament, a les empreses IMPEX i Mohn.
Entre els anys seixanta i setanta, l'empresa va obtenir cinc concessions més per tres noves línies i dues filloles, que varen ser concedides per la Dirección General de Ferrocarriles y Tranvías y Transportes por Carretera del Ministeri de Foment, al temps que va perdre la concessió de la línia de Begues en favor d'una altre empresa. Després de la creació de les autonomies durant la Transició, varen ser transferides a aquests nous òrgans administratius les competències en matèria de transport per carretera del seu àmbit geogràfic. Per aquest motiu, ja va ser la Corporació Metropolitana de Barcelona (CMB) la que el 1980 va autoritzar el traspàs de la concessió de la línia de Sant Climent de Llobregat d'Oliveras a Mohn.
El 14 d'abril de 1983, la CMB va unificar totes les concessions de Mohn (excepte la de la línia de Begues) en una de sola, denominada U-1, que va incorporar les següents línies:
- Barcelona a Gavà (antiga concessió V-2161).
- Barcelona a Gavà, com a fillola-desviació de la V-2161 fins a la cruïlla de les carreteres CC-245 i B-201 a Gavà.
- Barcelona a la platja de Castelldefels, com a perllongament de la concessió V-2161.
- Barcelona a Gavà per l'Hospitalet de Llobregat (antiga concessió V-2977).
- Barcelona a Gavà per El Prat de Llobregat (antiga concessió V-1977).
- Fillola-desviació de l'anterior, de Gavà a la cruïlla de la carretera B-204 amb el camí antic de València.
- Barcelona al barri de Camps Blancs de Sant Boi de Llobregat (antiga concessió V-3166).
- Barcelona a Sant Climent de Llobregat (antiga concessió V-488).
- Gavà a La Pineda de Gavà (antiga concessió V-2969).

A més, en el mateix acte, la CMB va atorgar a Mohn una nova concessió:
- De Cornellà de Llobregat (metro de Sant Ildefons) a Gavà, com a fillola de la concessió V-2977, que fins llavors s'operava en precari.[cal citació]

El Parlament de Catalunya va aprovar la Llei 12/1987, de regulació del transport de viatgers per carretera mitjançant vehicles de motor, el 28 de maig de 1987. La disposició transitòria primera determinava la prórroga automàtica per 20 anys de les concessions que s'adaptessin a aquesta llei. Mohn s'hi va acollir i, per tant, la seva concessió unificada va quedar prorrogada fins a l'any 2007. Posteriorment, l'Entitat Metropolitana del Transport (EMT) va concedir una nova prórroga per deu anys, de manera que les concessions de Mohn van caducar el 31 de desembre de 2017.
Els serveis metropolitans nocturns, així com les línies de Castelldefels que substituïen a les de l'Empresa Rué, tots dos posats en marxa als anys noranta, no varen ser objecte de concessió administrativa, sino de contractes de gestió interessada signats amb l'EMT.

### Quadre de línies
Al quadre següent figuren les línies que ha operat Mohn, amb el detall de la seva història. S'han marcat amb color groc les línies històriques de Mohn (o anteriorment IMPEX) i aquelles dels municipis on tradicionalment ha prestat el servei; amb color verd les que donen servei a Castelldefels; i en color blau les línies nocturnes. En negre es marquen les línies antigues que va deixar d'operar Mohn abans de perdre la concessió de totes elles el 2021. A les dates, entre parèntesis consta el moment en què una línia més antiga va passar a ser operada per IMPEX o Mohn.
| Línia | Data inici              | Recorregut                                                               | Història i comentaris |
| ----- | ----------------------- | ------------------------------------------------------------------------ | --- |
|       |                         |                                                                          | |
| L72   | 07-1974                 | Sant Boi de Llobregat - Barcelona-Plaça d'Espanya                        | Concessió V-3166. Traspassada a Oliveras S.L. el 2003. |
| L80   | 09-11-1960              | Gavà-Can Tries - Barcelona-Plaça d'Espanya                               | Antiga concessió V-1977/B-106. |
| E81   | 27-02-2019              | Gavà-Can Tries - Barcelona-Plaça d'Espanya (carrer Lleida)               | Línia Exprés. |
| L81   | 10-06-1966              | Gavà-Can Tries - Barcelona-Plaça d'Espanya                               | Fillola de la concessió V-2161/B-118 per El Prat de Llobregat. |
| L82   | 1923 (22-11-1939)       | Gavà-Av. Joan Carles I - L'Hospitalet de Llobregat-Ciutat de la Justícia | Probablement, aquesta sigui la concessió original Enrich/Bruach i/o Juvé, entre Gavà i Barcelona-Plaça d'Espanya pel centre de l'Hospitalet de Llobregat, absorbida després per IMPEX i per Mohn el 1939. El 1928 es va allargar fins a Castelldefels. El 19 de gener de 1962 es va regularitzar com a concessió V-2161/B-118, però només entre Gavà i Barcelona. El 28 de juliol de 1969 es va regularitzar el perllongament fins a la platja de Castelldefels, dins de la mateixa concessió, oferint aquest servei només a l'estiu. Posteriorment es va deixar d'oferir el servei fins a Castelldefels. El 1988 es va retallar el seu recorregut, quedant limitada a l'Hospitalet de Llobregat. Es va allargar fins a la Ciutat de la Justícia el 4 de maig de 2009. |
| L85   | 1977                    | Gavà-Av. Juan Carles I - L'Hospitalet de Llobregat-Ciutat de la Justícia | Fillola de l'antiga concessió V-2977. Es va allargar fins a la Ciutat de la Justícia a l'Hospitalet de Llobregat el 4 de maig de 2009. |
| L86   | 1983 o abans            | Viladecans-Av. Can Palmer - Barcelona-Plaça d'Espanya                    | Es va crear com a línia de reforç de la L81, amb el mateix recorregut però limitada a Viladecans, amb recorregut per l'interior d'aquesta població. |
| E86   | 27-02-2019              | Viladecans-Av. Can Palmer - Barcelona-Plaça d'Espanya (carrer Lleida)    | Línia Exprés. |
| L87   | 1992                    | Viladecans-Av. Can Palmer - Barcelona-Plaça d'Espanya                    | Es va crear com a línia de reforç de la L80, amb el mateix recorregut però limitada a Viladecans, amb recorregut per l'interior d'aquesta població. |
| L88   | 1918 (24-04-1980)       | Sant Climent de Llobregat - Viladecans                                   | Explotada per en Jaume Enrich Amat des del 1918 fins als primers anys vint entre Gavà i Sant Climent de Llobregat. Es va posar de nou en servei el 1923 entre Sant Climent de Llobregat i Barcelona, i la va explotar l'empresa San Clemente S.A. des del 1924. Va passar a ser operada provisionalment per Oliveras S.A. des del 02-02-1928, per liquidació de l'empresa original. Oliveras S.A. va obtenir la concessió definitiva el 15-01-1929. El 26-11-1953 es va regularitzar la concessió com a V-488/B-13. Traspassada per Oliveras S.A. a Mohn per resolució de la CMB el 24 d'abril de 1980. El 1985 o el 1986, la línia es va limitar al recorregut entre Sant Climent de Llobregat i Viladecans. |
| E98   | 27-02-2019              | Gavà-Les Panes - Barcelona-Plaça Reina María Cristina                    | Línia Exprés. Expedicions en sentit Gavà-Barcelona només al matí, i en sentit contrari només a la tarda. |
| 902   | 31-08-1951 (05-10-1990) | Olesa de Bonesvalls - Begues - Barcelona                                 | Posada en servei per Mohn el 1951. El 9 de juliol de 1953, Granja Petit Canigó S.A. va obtenir la concessió definitiva de la línía entre Begues i Gavà (expedient 1661, concessió V-388), que ja operava anteriorment en precari. El 10-02-1960, Petit Canigó S.A. va obtenir la concessió de la línia de Begues a Barcelona (concessió V-1845/B-93), y va deixar d'operar-la Mohn. Posteriorment, Petit Canigó va obtenir dues noves concessions, com filloles-perllongaments de l'anterior. La primera va ser atorgada l'11 de desembre de 1967, entre Gavà i Castelldefels. La segona, el 12 de febrer de 1971, entre Begues i Olesa de Bonesvalls. La concessió de totes aquestes línies, que foren agrupades, va passar a dependre administrativament de la Generalitat de Catalunya el 7 de gener de 1988 (V-GC-38-B/V-6438). Mohn la va recuperar el 5 d'octubre de 1990, per abandonament de l'explotació de Petit Canigó. El 6 de novembre de 2003, la concessió va ser prorrogada per 25 anys i, per tant, caducarà el 6 de novembre de 2028. Actualment només ofereix servei entre Olesa de Bonesvalls, Begues, Barcelona i tornada els dissabtes i diumenges, quedant limitada al recorregut Olesa de Bonesvalls-Begues-Gavà els dies feiners. |
| PE    | 05-06-2021              | Servei platja d'El Prat de Llobregat                                     | Servei només els caps de setmana de juny, juliol i agost. Contracte per l'any 2021, prorrogable un altre any. |
| GA1   | 04-1971 (21-04-1978)    | Urbana de Gavà                                                           | Va ser posada en servei el 1971 per Mohn i suprimida el 1972, por un conflicte legal amb altre operador del mateix servei (Vicente Agustí Martínez, concessión V-2969/B-173). El 21 d'abril de 1978 va passar de nou a mans de Mohn. Als anys vuitanta es va denominar L89, canviant el seu nom a Gavabús el 2003, i posteriorment a GA1. |
| VB1   | 09-09-2002              | Urbana de Viladecans                                                     | |
| VB2   | 07-06-2004              | Urbana de Viladecans                                                     | |
| VB3   | 20-04-2007              | Urbana de Viladecans                                                     | Suprimida el 15-03-2012. |
| VB4   | 05-07-2008              | Urbana de Viladecans                                                     | Es una línia temporal que va a la platja de la Murtra i només funciona l'estiu. S'opera amb contracte de serveis, que surt a concurs públic periòdicament. El 19 de maig de 2020 es va convocar la licitació per a l'operació durant els anys 2020 i 2021. El 22 de juliol de 2020 es va adjudicar aquest contracte a la UTE Servei platges Viladecans, formada per quatre empreses del grup gallec Monbus; per tant, Mohn va deixar d'operar-la. S'incorporarà a la nova concessió conjunta actualment en licitació l'any 2022. |
| L94   | 15-07-1945 (28-05-1992) | Castelldefels-Les Botigues de Sitges - Barcelona-Ronda Universitat       | Era l'antiga línia T-11, operada anteriormente por TBSAE, Urbas, Transports de Barcelona i Empresa Rué, successivament. Durant molts anys va ser una concessió de RENFE (concessió V-140, discrecional amb reiteració d'itinerari), fins que es va integrar al contracte de gestió interessada de Castelldefels cap a l'any 2010. Més o menys al mateix temps va passar de fer servei només a l'estiu, a oferir-lo tot l'any. |
| L95   | 20-02-1995              | Castelldefels-Av. del Poal - Barcelona-Ronda Universitat                 | Nova línia, que va substituir a les antigues operades per l'Empresa Rué. |
| E95   | 22-03-2018              | Castelldefels-Av. Lluís Companys - Barcelona-Ronda Universitat           | Línia Exprés. |
| L96   | 10-04-1995              | Castelldefels-Bellamar - Sant Boi de Llobregat-Estació FGC               | Nova línia, que va substituir a les antigues operades per l'Empresa Rué. |
| L97   | 10-04-1995              | Castelldefels-Bellamar - Barcelona-Plaça Reina María Cristina            | Nova línia, que va substituir a les antigues operades per l'Empresa Rué. |
| E97   | 27-02-2019              | Castelldefels-Santiago Rusinyol - Barcelona-Plaça Reina María Cristina   | Línia Exprés. Expedicions en sentit Castelldefels-Barcelona només al matí, i en sentit contrari només a la tarda. |
| L99   | 17-06-2009              | Castelldefels-Pg. del Pitort - Aeroport del Prat                         | El 26 de juny de 2019 va modificar el seu recorregut a Castelldefels. |
| CF1   | 31-03-2003              | Urbana de Castelldefels                                                  | |
| N12   | 28-09-1990              | Sant Feliu de Llobregat - Barcelona-Passeig de Colom                     | Línia nocturna. Inicialment va ser denominada LN1, passant a ser la N12 el 1992. Inicialment fins a la Ronda Universitat a Barcelona. Va ser allargada fins al Passeig de Colom el 15 de juny de 1998. |
| N13   | 28-09-1990              | Sant Boi de Llobregat - Barcelona-Ronda Universitat                      | Línia nocturna. Inicialment va ser denominada LN2, passant a ser la N13 el 1992. |
| N14   | 28-09-1990              | Castelldefels - Barcelona-Ronda Universitat                              | Línia nocturna, per Sant Boi de Llobregat. Inicialment va ser denominada LN3, passant a ser la N14 el 1992. |
| N15   | 15-06-1998              | Sant Joan Despí - Barcelona-Passeig de Colom                             | Línia nocturna. Inicialment fins a la Ronda Universitat a Barcelona. Posteriorment va ser allargada fins al Passeig de Colom. |
| N16   | 19-05-2005              | Castelldefels - Barcelona-Ronda Universitat                              | Línia nocturna, per l'Aeroport del Prat. |
| N17   | 15-09-2005              | Aeroport del Prat - Barcelona-Ronda Universitat                          | Línia nocturna. Va substituir la 106 de TMB, que només arribava fins a la Plaça d'Espanya a Barcelona. |
| N18   | 01-06-2017              | Aeroport del Prat - Barcelona-Ronda Universitat                          | Línia nocturna de tipus exprés. |

## Flota de vehicles

### Decoració i numeració
Es desconeix el color amb el qual anaven pintats els autobusos d'IMPEX. Sembla que tampoc anaven numerats.
Pel que respecta a Mohn, tradicionalment el color amb el qual s'ha identificat a aquesta empresa és el groc integral, amb una franja negra sota les finestres, malgrat que alguns autobusos varen circular sense aquesta franja. Aquesta decoració probablement es va començar a fer servir a mitjans dels anys cinquanta, quan la família Huch va passar a ser la propietària de l'empresa, tal com ho demostren fotos de l'època. La imatge es completava amb l'escut de l'empresa: un oval a ambdós costats amb la inscripció Autobuses Viladecans resseguint l'oval, i Mohn S.L. en el centre. Es desconeix quina va ser la decoració que feien servir anteriorment els autobusos de Walter Mohn.
A partir de 1983, amb la recepció dels autobusos 108-113, es va canviar la imatge corporativa de l'empresa, substituint el tradicional color groc amb franja negra per una decoració amb dos colors: groc pàl·lid en la meitat inferior, blanc en la superior. A més, amb aquest canvi d'imatge, els autobusos varen perdre la denominació d'Autobuses Viladecans/Mohn S.L., sents substituida per la de Mohn S.L. Viladecans, i més endavant tan sols Mohn S.L., quan començaren a afegir-se les marques de l'Entitat Metropolitana del Transport (EMT).
Aquests colors els portaren pocs vehicles, atès que a partir de l'any 1988 l'EMT va establir una imatge homogènia pels autobusos sota la seva tutela, que requeria pintar els autobusos de color blanc, amb les testeres i una franja central de determinat color segons l'empresa. A Mohn li va correspondre, lògicament, el color groc. Des de l'any 2004 aquest esquema va variar lleugerament en els autobusos destinats als serveis urbans, en afegir a la part davantera dels laterals un dibuix amb una vista parcial del plànol dels carrers, personalitzat per a cadascuna de les poblacions on es prestava el servei. Aplicat després a d'altres empreses, aquest dibuix dels carrers va ser una iniciativa de Mohn.
Els autobusos van canviar de nou d'imatge a partir de l'any 2018, quan l'Àrea Metropolitana de Barcelona (AMB) va decidir unificar els colors de tots els autobusos metropolitans. El nou color és platejat, amb testeres i una franja superior de color groc, i el sostre blanc.
Pel que fa a la numeració, els autobusos sempre han tingut números correlatius, des dels primers que va tenir Mohn el 1939 heretats d'IMPEX. Uns anys després de la creació de la marca Baixbus el 2005, la integració de les tres empreses es va anar incrementant, i el 2010 es va adoptar un nou sistema de numeració dels vehicles, consistent en afegir una xifra de miler al número del vehicle en funció de l'empresa propietària, pero mantenint la correlació. A Mohn li va correspondre l'"1", motiu pel qual al cotxe 305 el segueix el 1306. Això no va significar incorporar el miler als autobusos numerats anteriorment.

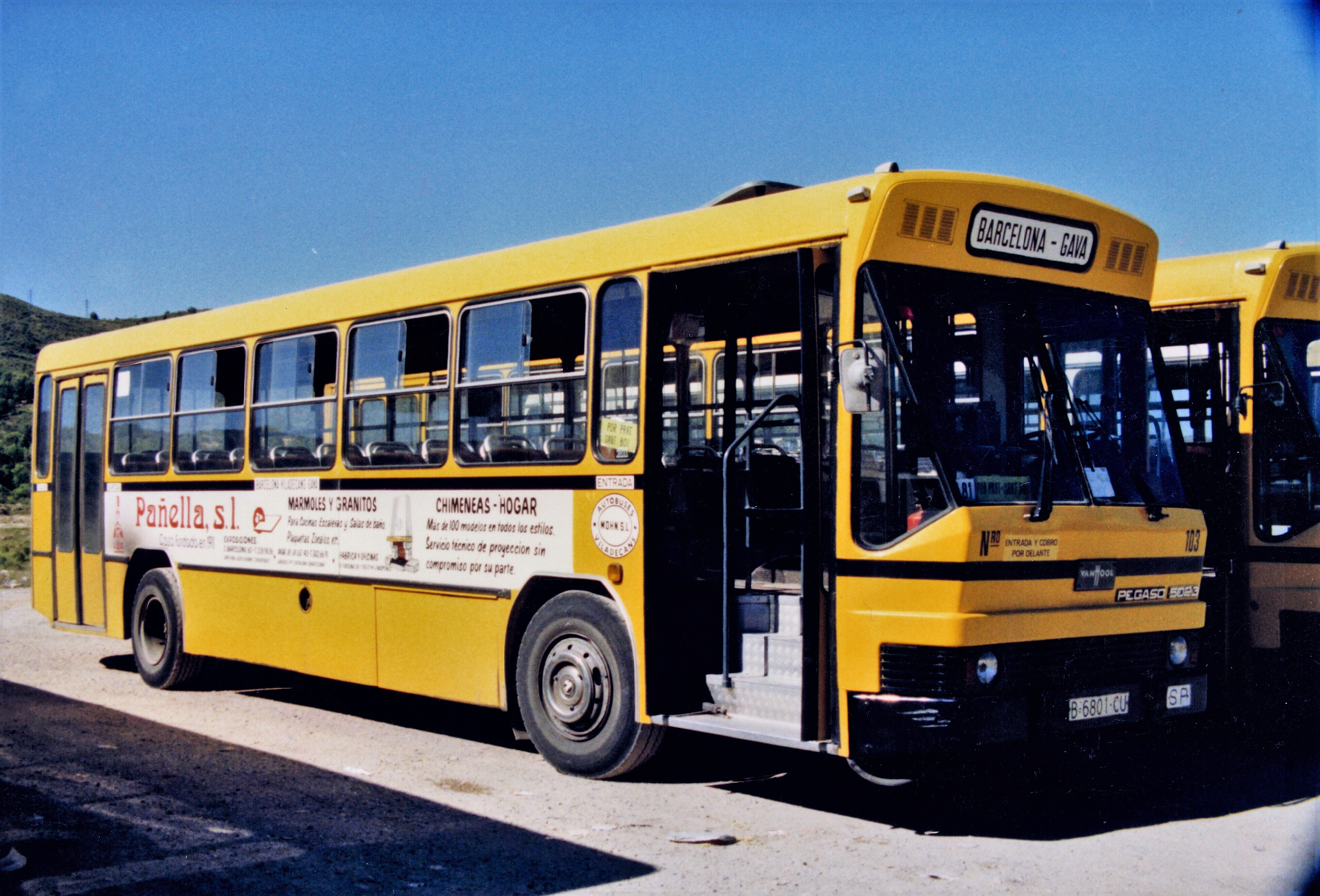
A la terminal de Gavà a la carretera de Begues, l'autobús 103 amb els colors emprats entre els anys cinquanta i 1983.
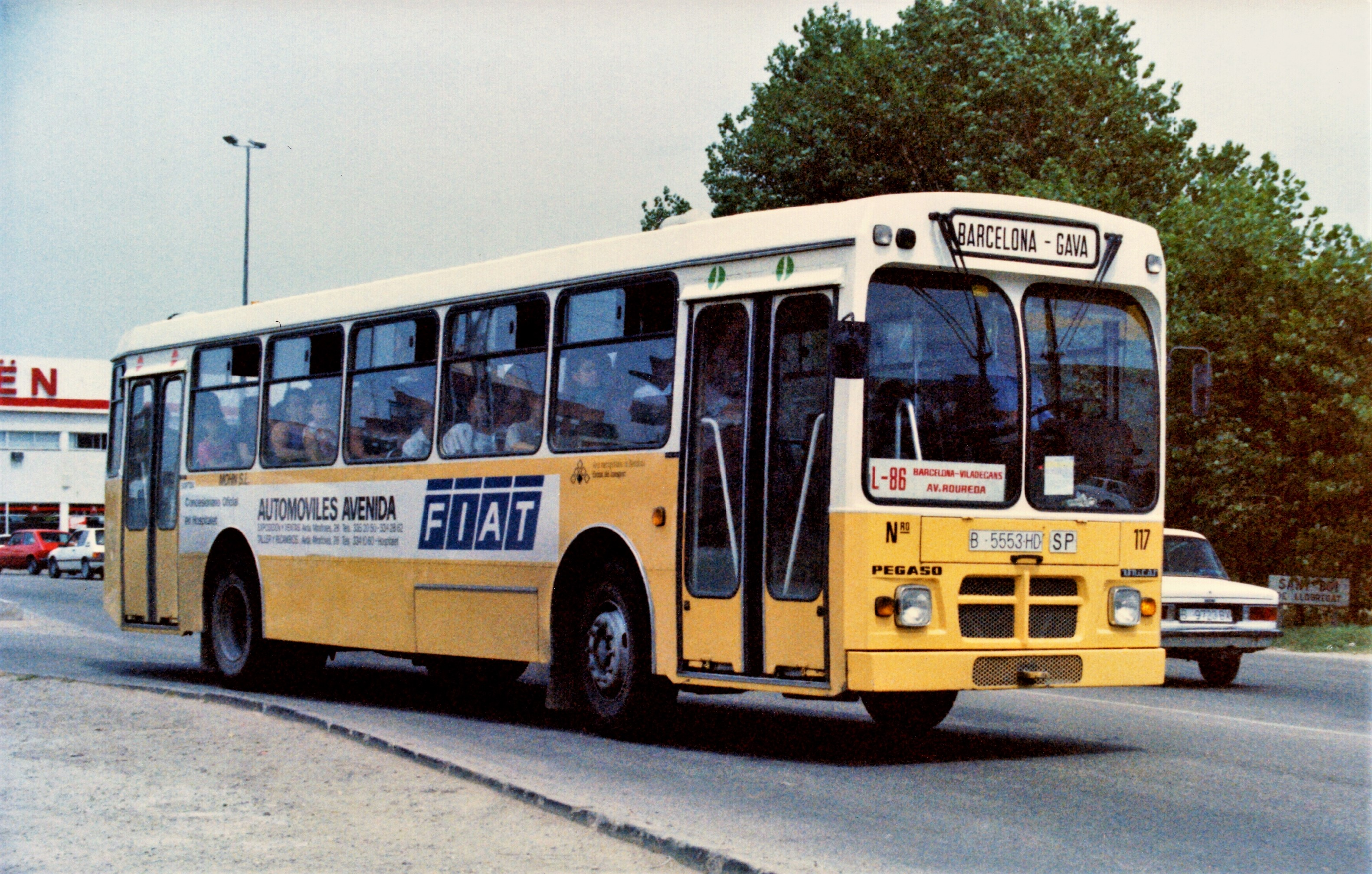
El 117 a Sant Boi de Llobregat, amb la imatge emprada entre els anys 1983 i 1988.
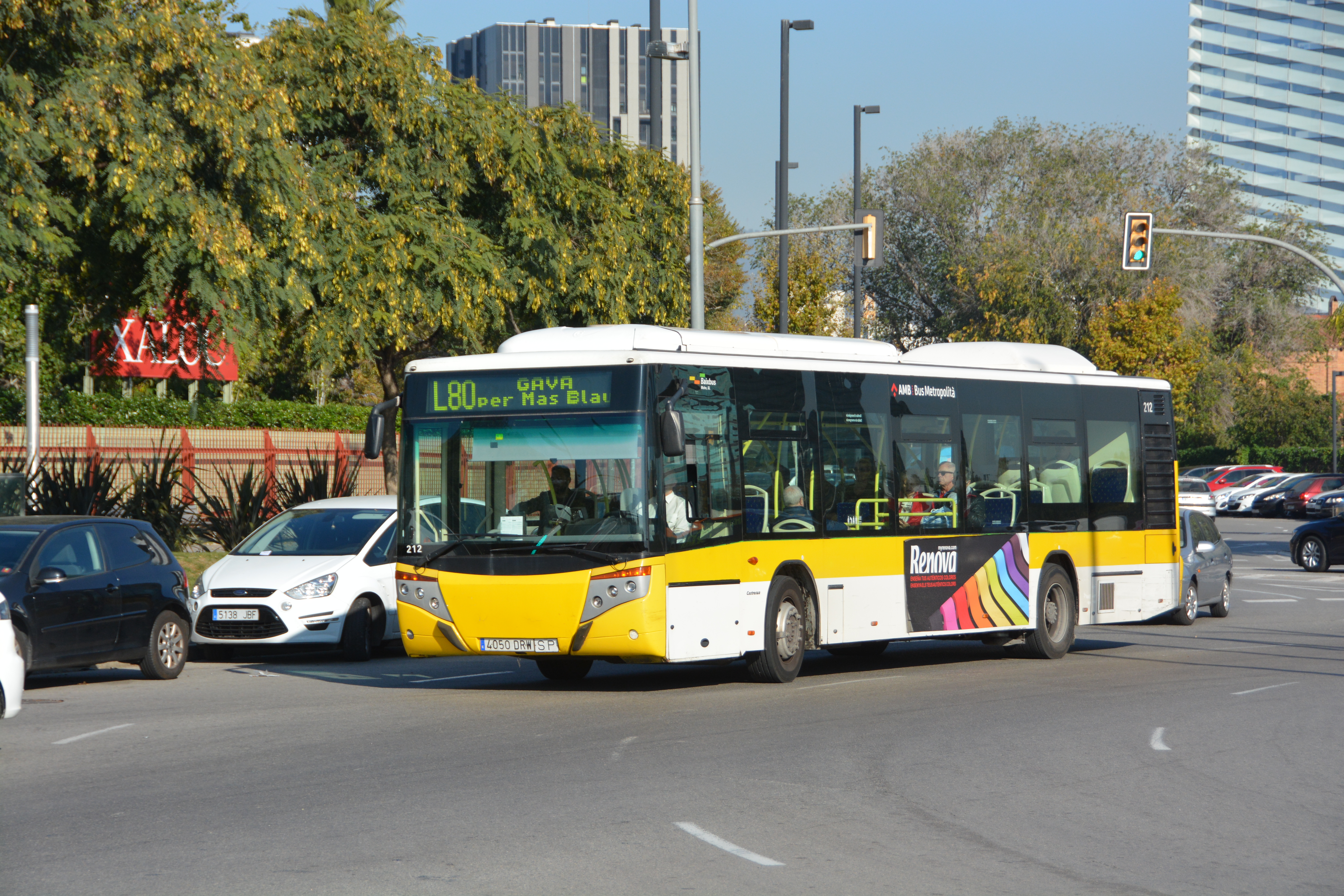
A l'Avinguda de la Granvia de l'Hospitalet de Llobregat, el 212 amb la decoració que es va utilitzar entre 1988 i 2018.
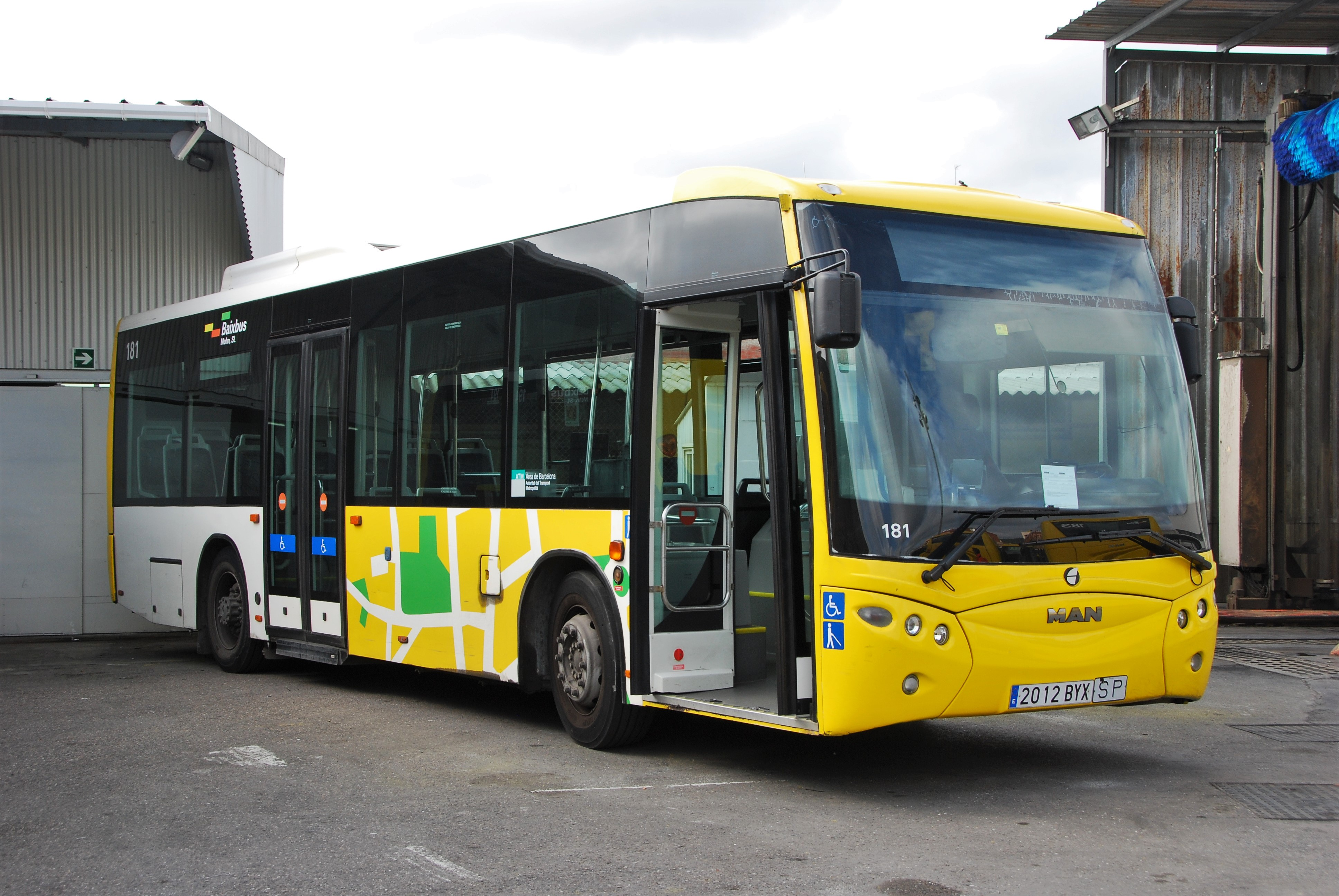
Variant de la decoració utilitzada entre 2004 i 2018 pels serveis urbans, en aquest cas els de Viladecans.
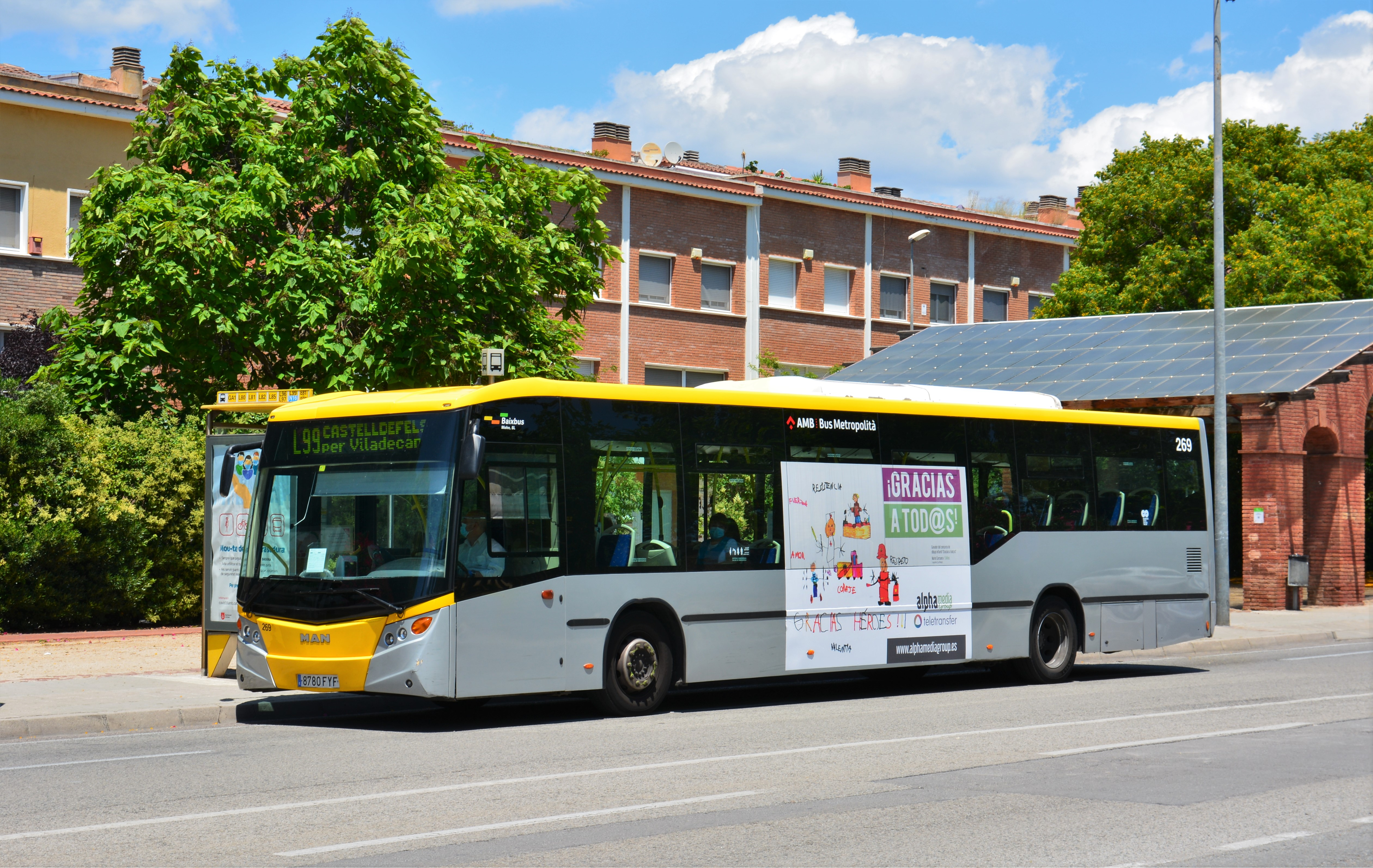
A Gavà, el 269 repintat amb els colors de l'AMB, en ús des del 2018.

### La flota d'IMPEX
La informació sobre els autobusos que va tenir IMPEX és una mica imprecisa, tot i que es disposa de dades de gairebé tots ells. És més que probable que IMPEX heretés algun dels autobusos dels antics concessionaris. Se sap que el 1926 IMPEX tenia set autobusos alemanys, tot i que algunes fonts diuen que varen ser fabricats per Vogtländische Maschinenfabrik AG (Vomag), però d'altres esmenten com a fabricant a Waggon- und Maschinenbau Görlitz (Wumag). Sembla que el 1928 tenia deu autobusos: quatre Vomag o Wumag, tres Magirus i tres Hispano-Suiza. Posteriorment es van incorporar altres autobusos de diverses marques.
Al quadre següent es presenten les dades conegudes dels autobusos d'IMPEX.
| Matrícula | Fabricant     | Entrada en servei | Baixa del servei | Característiques | Observacions |
| --------- | ------------- | ----------------- | ---------------- | ---------------- | --- |
| B-7.357   | Vomag o Wumag | 1924              | 1930             | 40 CV, 22 places | Adquirit de segona mà a Pere Juvé. |
| B-8.775   | Vomag o Wumag | 1924              | 1931             | 35 CV, 30 places | Adquirit de segona mà a Pere Juvé. |
| B-9.748   | Vomag o Wumag | 1924?             | 1930             | 35 CV, 21 places | |
| B-11.297  | Magirus       | 1924?             | 1929             | 34 CV, 25 places | |
| B-13.730  | Vomag o Wumag | ?                 | 1935             | 35 CV, 28 places | |
| B-18.626  | Vomag o Wumag | 1925              | 1936             | 35 CV, 30 places | |
| B-20.238  | Vomag o Wumag | 1926              | 1932             | 35 CV, 28 places | |
| B-34.073  | Hispano Suiza | 1928              | 1941             | 27 CV, 30 places | Traspassat a Mohn. |
| B-43.822  | Hispano Suiza | 1930              | ?                | 27 CV, 30 places | Traspassat a Mohn. |
| B-45.788  | Chevrolet     | 1930              | ?                |                  | |
| B-46.879  | International | 1931              | 1938             | 25 CV, 32 places | Perdut durant la Guerra Civil. |
| B-48.609  | Hispano Suiza | 1932              | ?                | 35 CV, 32 places | Traspassat a Mohn. Reduïdes les places a 23 el 1943.                                                                                         |
| B-52.700  | International | 1933              | ?                | 25 CV, 32 places | Requisat durant la Guerra Civil. Recuperat abans del 1944 per Mohn.                                                                          |
| B-56.525  | International | 1934              | ?                | 25 CV, 32 places | Traspassat a Mohn. Donat de baixa l'abril del 1942 i transformat com a camió. Transformat de nou com autobús el 1949, con 33 CV i 29 places. |
| B-58.206  | Blitz         | ?                 | 1937             | 21 CV            | Perdut durant la Guerra Civil. |
| B-61.689  | International | 1935              | 1938             | 25 CV, 29 places | Perdut durant la Guerra Civil. |
| B-66.971  | Hispano Suiza | 1937              | ?                | 37 CV, 32 places | Traspassat a Mohn. |
| B-66.972  | Hispano Suiza | 1937              | ?                | 37 CV, 32 places | Traspassat a Mohn. |

### Flota antiga de Mohn
Les dades conegudes amb major o total certesa sobre la flota de Mohn comencen a mitjans dels anys seixanta, a partir de l'autobús número 41. La major part dels autobusos anterior varen ser fabricats per Pegaso, i se sap que als anys cinquanta es van posar en servei, al menys, els números 12 al 34. Per tant, es pot deduir que els autobusos traspassats per IMPEX podrien haver estat els numerats entre l'1 i l'11, i que foren donats de baixa al llarg dels anys quaranta i principis dels cinquanta.
Entre 1966 i 1986, tots els autobusos adquirits per Mohn, excepte un, varen ser Pegaso de diferents models i amb diferents carrosseries. De entre els 78 autobusos compresos entre els números 41 i 118, destaquen les següents sèries:
- Sis autobusos articulats Pegaso 635 A (números 52, 56 a 58, 60 i 62).
- Deu autobusos Pegaso 6035-5 (números 68 a 77).
- El prototipus del model Pegaso 6050, amb carrosseria de Ciscar (número 80).
- Setze autobusos amb carrosseria U-75 d'Unicar, sobre bastidors 5023 o 5023 de Pegaso (números 81 a 90, 102 a 107, 113 i 114). Quatre d'ells varen ser adquirits de segona mà a l'empresa Oliveras S.L.
- Divuit autobusos carrossats a Saragossa per Van Hool, sobre bastidors Pegaso 5023 (números 91 a 101, 103, 104 i 108 a 112).

El 1987 es van posar en servei els primers autobusos de fabricació estrangera: catorze Volvo B10M, tretze d'ells (números 119 a 131) amb carrosseria d'Hispano Carrocera, i un (el 132) amb la carrosseria Urca de Camelsa. Aquests varen ser els primers de la flota amb aire condicionat, i els darrers de pis alt.
Les sèries posteriors varen tenir bastidors d'Iveco i MAN, gairebé tots amb la carrosseria CS-40 City de castrosúa. Cal destacar els deu midibusos MAN adquirits entre 2002 i 2004 pels serveis urbans amb carrosseria CS40 Magnus de Castrosúa (números 180 a 186, 189, 194 i 195).

### Flota moderna de Mohn
A partir del 2003, la major part dels autobusos nous incorporats a la flota no són propietat de Mohn, sino de l'Àrea Metropolitana de Barcelona (AMB), que els cedeix a l'empresa pel seu ús i han de ser tornats a l'AMB quan finalitzin els contractes, si és el cas. Fins al final de la seva existència, 146 autobusos de Mohn estaven en aquest règim, i van ser subrogats al concessionari que va guanyar el concurs.
Al següent quadre figuren les diferents sèries d'autobusos que Mohn tenia en servei fins a la pèrdua de les concessions. Estan ordenats per números i models.
| Imatge                                 | Números                 | Quantitat                     | Bastidor                           | Carrosseria                   | Posada en servei                                                                          | Observacions |
| -------------------------------------- | ----------------------- | ----------------------------- | ---------------------------------- | ----------------------------- | ----------------------------------------------------------------------------------------- | --- |
| 4                                      |                         |                               |                                    |                               |                                                                                           | |
|                                        | 187, 188, 190-193 i 196 | 7                             | MAN NL263F/1                       | Castrosúa CS40 City II        | 2003-2004                                                                                 | |
|                                        | 200-204 y 209-211       | 8                             | Irisbus Iveco 591E.12.29 Cityclass | Castrosúa City Versus         | 2005                                                                                      | Comencen a donar-se de baixa el 2007.                                                                           |
| 280-284                                | 5                       | 2008                          | Irisbus Iveco 591E.12.29 Cityclass | Castrosúa City Versus         |                                                                                           | |
| 1306-1311                              | 6                       | Irisbus Iveco Cityclass 12.29 | 2010                               | Castrosúa City Versus         |                                                                                           | |
| 1315-1329                              | 15                      | Irisbus Iveco Citelis 12      | 2011                               | Castrosúa City Versus         |                                                                                           | |
| 1339-1342, 1344-1347, 1350-1352 i 1366 | 12                      | Irisbus Citelis 12            | 2012-2014                          | Castrosúa City Versus         |                                                                                           | |
|                                        | 205-208                 | 4                             | Irisbus Iveco 591E.12.29 Cityclass | Noge Cittour                  | 2005                                                                                      | Comencen a donar-se de baixa el 2014.                                                                           |
| 275-279 i 287-291                      | 10                      | 2008                          | Irisbus Iveco 591E.12.29 Cityclass | Noge Cittour                  |                                                                                           | |
|                                        | 212-215                 | 4                             | MAN NL243F (A38)                   | Castrosúa City Versus         | 2005                                                                                      | Adquirits de segona mà el 2005 a Rosanbus (números 72 a 75, respectivament).                                    |
| 229-236                                | 8                       | MAN NL263F                    | CARSA City Versus                  | 2006                          |                                                                                           | |
| 285, 286 i 292-305                     | 16                      | MAN NL273F                    | Castrosúa City Versus              | 2008                          |                                                                                           | |
| 1314                                   | 1                       | MAN NL283F                    | Castrosúa City Versus              | 2010                          |                                                                                           | |
| 1334-1338                              | 5                       | MAN NL283F                    | Castrosúa City Versus              | 2011                          |                                                                                           | |
| 1348, 1349 i 1353                      | 3                       | MAN NL283F                    | Castrosúa City Versus              | 2014                          | Assignats al servei urbà de Gavà.                                                         | |
|                                        | 237-241, 273 i 274      | 7                             | MAN NM244F                         | Castrosúa CS40 Magnus         | 2006-2008                                                                                 | Midibusos adquirits pels serveis urbans de Gavà i Viladecans. Comencen a donar-se de baixa el 2011.             |
| 1371 y 1372                            | 2                       | MAN NM223F                    | 2003-2006                          | Castrosúa CS40 Magnus         | Midibusos. Adquirits de segona mà el 2016 a Oliveras (números 174 i 164, respectivament). | |
|                                        | 242-256                 | 15                            | MAN NL273F                         | Burillo Ceres-Thor Metalfuert | 2007                                                                                      | |
|                                        | 257-272                 | 16                            | MAN 18.310 HOCL                    | Castrosúa CS40 Magnus II      | 2007                                                                                      | |
|                                        | 1312 i 1313             | 2                             | MAN 18.310 HOCL                    | Tata Hispano Intea            | 2011                                                                                      | |
|                                        | 1330-1332               | 3                             | Irisbus Crossway LE                | Irisbus Crossway LE           | 2011                                                                                      | |
| 1373                                   | 1                       | Iveco Bus Crossway LE         | Iveco Bus Crossway LE              | 2017                          | Assignat a la línia Barcelona-Begues-Olesa de Bonesvalls.                                 | |
|                                        | 1333                    | 1                             | MAN NL253 Hybrid Lion's City       | MAN NL253 Hybrid Lion's City  | 2011                                                                                      | |
| 1362-1364                              | 3                       | 2014                          | MAN NL253 Hybrid Lion's City       | MAN NL253 Hybrid Lion's City  |                                                                                           | |
|                                        | 1343                    | 1                             | Pegaso 6035 A                      | Hugas                         | 1968                                                                                      | Autobús articulat. Adquirit el 2012 a l'Associació d'Amics del Ferrocarril de Barcelona com a vehicle històric. |
|                                        | 1354-1357 i 1360        | 5                             | Heuliez GX137                      | Heuliez GX137                 | 2014                                                                                      | |
|                                        | 1358, 1359 i 1361       | 3                             | Heuliez GX337 Hybrid               | Heuliez GX337 Hybrid          | 2016                                                                                      | |
|                                        | 1365                    | 1                             | Heuliez GX127                      | Heuliez GX127                 | 2011                                                                                      | Assignat a la línia L88.                                                                                        |
|                                        | 1369                    | 1                             | Volvo B9LA                         | Tata Hispano Area             | 2011                                                                                      | Autobús articulat. Adquirit de segona mà el 2015 a l'Empresa Cabrero de Valladolid (número 264).                |
|                                        | 1370                    | 1                             | Irizar i2e                         | Irizar i2e                    | 2016                                                                                      | Autobús elèctric.                                                                                               |
| 1389-1401                              | 13                      | 2019                          | Irizar i2e                         | Irizar i2e                    | Autobusos elèctrics.                                                                      | |
|                                        | 1374                    | 1                             | MAN 18.314 HOCL                    | Sunsundegui Astral            | 2007                                                                                      | Adquirit se segona mà el 2018 a l'Empresa Casal S.L., de Sevilla (número 442).                                  |
| 1403                                   | 1                       | 2007                          | MAN 18.314 HOCL                    | Sunsundegui Astral            | Adquirit de segona mà el 2018 a l'Empresa Casal S.L., de Sevilla (número 437).            | |
|                                        | 1375-1388               | 14                            | Heuliez GX437 Hybrid               | Heuliez GX437 Hybrid          | 2019                                                                                      | Autobusos articulats.                                                                                           |
|                                        | 1405-1407 i 1419-1425   | 10                            | Heuliez GX337 Hybrid               | Heuliez GX337 Hybrid          | 2020-2021                                                                                 | |
|                                        | 1408                    | 1                             | Mercedes Benz O530 Citaro          | Mercedes Benz O530 Citaro     | 2020                                                                                      | Adquirit de segona mà a un importador.                                                                          |
|                                        | 1409-1418               | 10                            | Scania K320UB                      | Castrosua Magnus E            | 2020                                                                                      | |

### Vehicles històrics

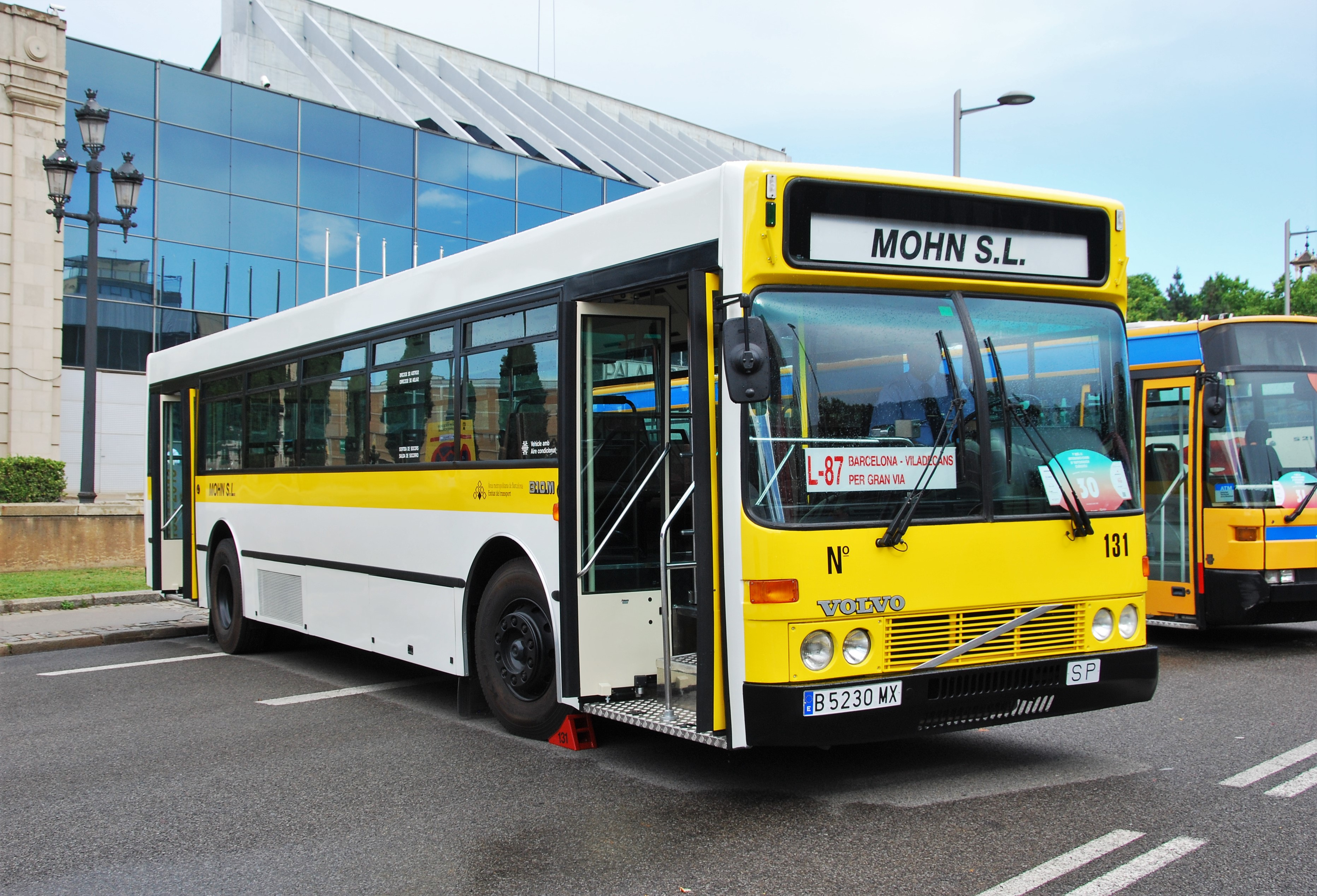
El Volvo 131 en la seva presentació al el Ral·li d'Autobusos Clàssics Barcleona-Caldes.

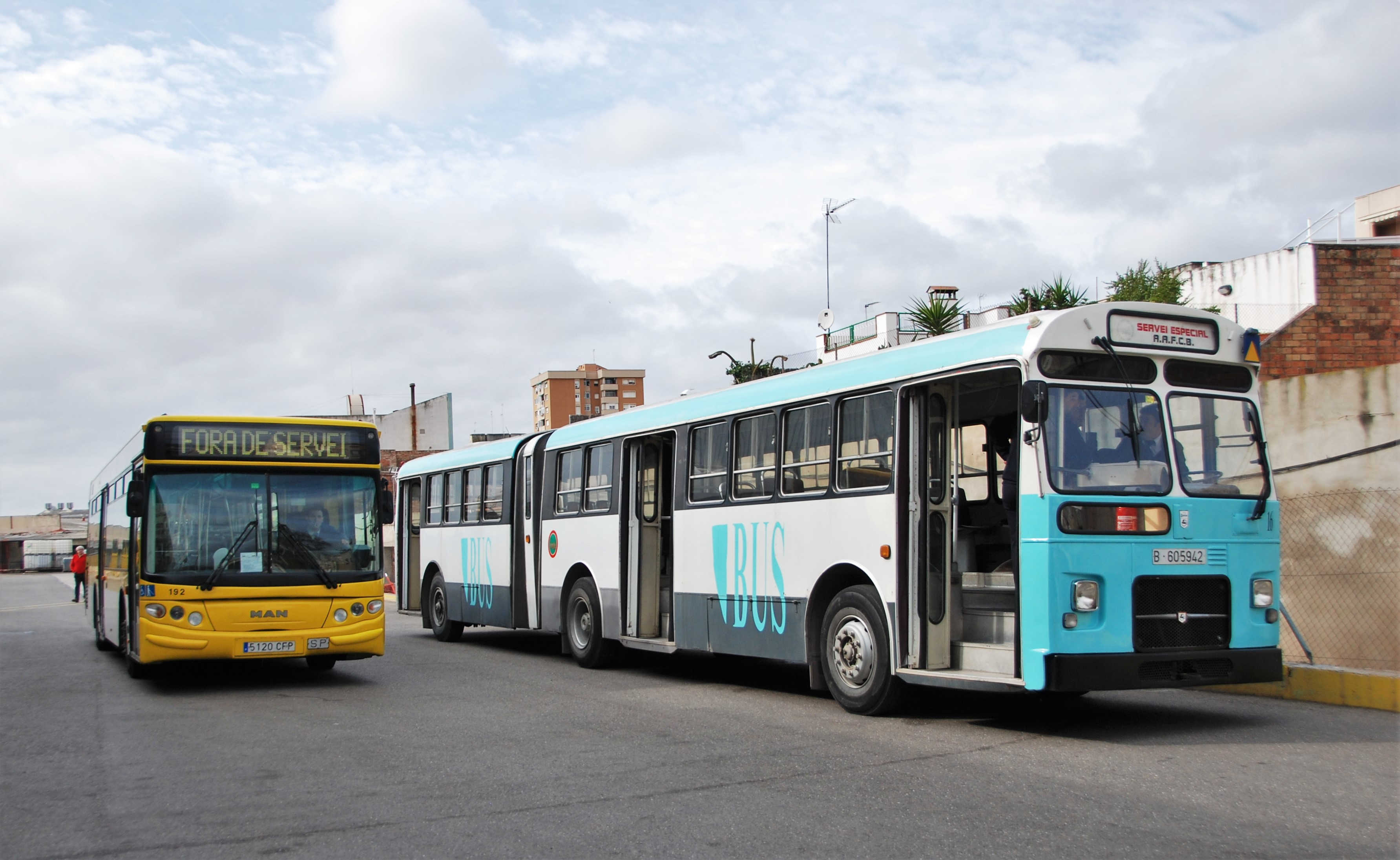
El Pegaso 6035A quan encara era propietat de l'AAFCB, a les cotxeres de Mohn a Viladecans.

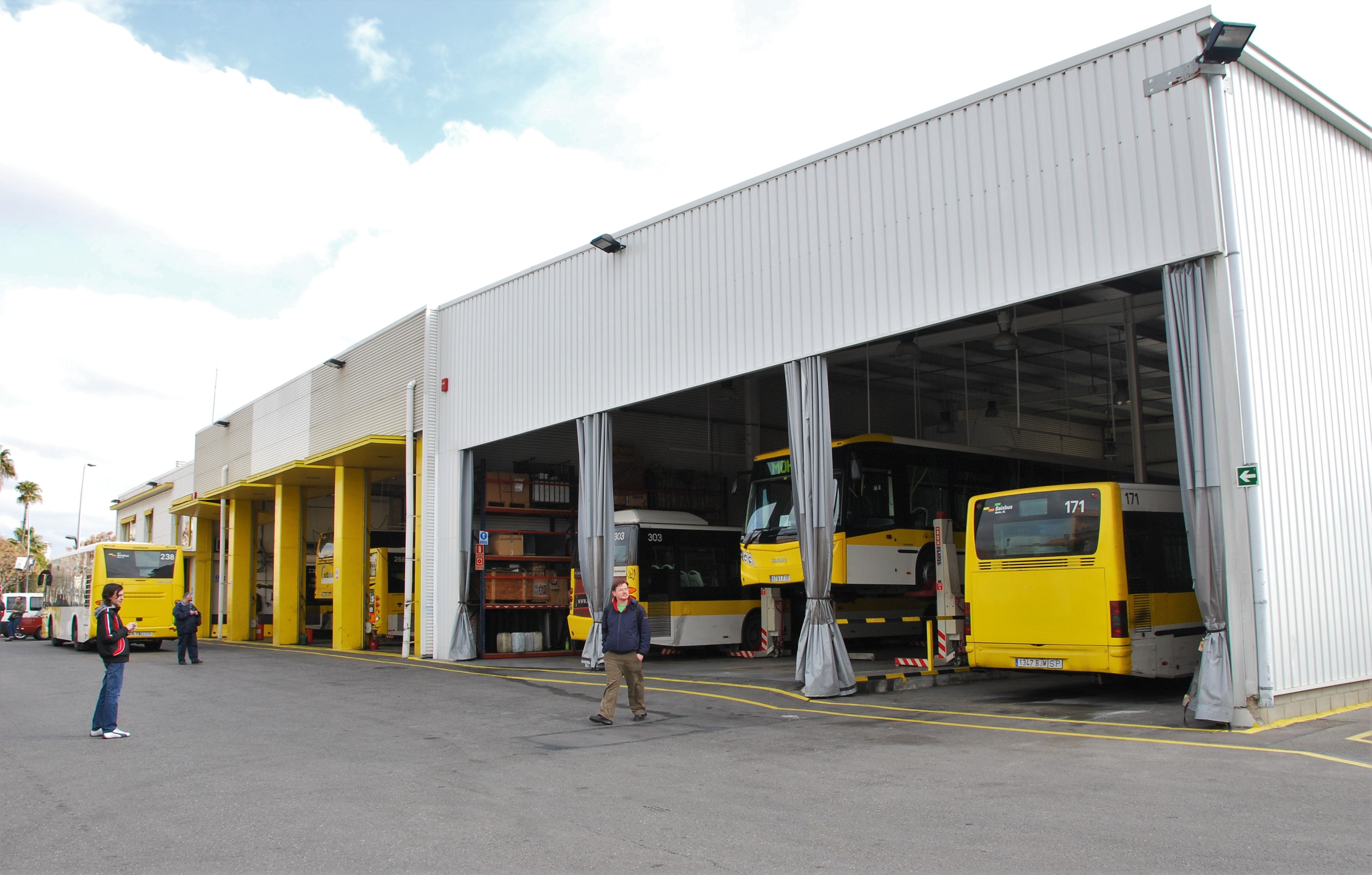
Taller de manteniment d'autobusos a les cotxeres de Mohn a Viladecans.

Mohn tenia dos autobusos preservats com a històrics, un d'ells en estat de marxa.

#### El Volvo 131
El 29 de maig de 2013 es va presentar oficialment la restauració de l'autobús número 131 com a vehicle històric. Amb un bastidor B10M de volvo i una carrosseria de la desapareguda empresa saragossana Hispano Carrocera, es va incorporar a la flota de Mohn el gener de 1992 i va estar en servei fins a l'any 2006. La restauració la va fer una de les empreses del grup, Rosanbus, al seu taller de l'Hospitalet de Llobregat. És el darrer d'una sèrie de tretze del mateix model, que va ser la darrera de pis alt de Mohn i la primera en estar equipats amb aire condicionat. Després de la seva restauració, els primers viatges públics els va fer durant la quarta edició del Ral·li d'Autobusos Clàssics Barcelona-Caldes de Montbui. Posteriorment es va utilitzar en diverses activitats culturals i escolars, i va participar en les edicions dels anys 2014 i 2015 del Ral·li d'Autobusos Clàssics, deixant d'utilitzar-se l'any 2016.

#### El Pegaso 6035 articulat
El 9 d'octubre del 2012 Mohn va adquirir un vell autobús de l'any 1968. Es tracta d'un Pegaso 6035 A articulat, amb carrosseria d'Hugás, que va ser posat en servei el gener de 1968 per Transports de Barcelona S.A., on va tenir el número 3031. A finals de 1985, Transports Metropolitans de Barcelona (TMB) el va donar de baixa del servei i el va vendre el 1987 a la Universitat Autònoma de Barcelona (UAB). En aquella època, la Universitat tenia el seu propi servei d'autobusos pels desplaçaments dins del campus, i per l'enllaç amb l'estació de tren de Cerdanyola Universitat. El 2003, l'UAB va adquirir altres autobusos de segona mà, però més moderns, començant a donar de baixa els Pegaso 6035 A.
Llavors, un grup de membres de l'Associació d'Amics del Ferrocarril de Barcelona (AAFCB), especialitzats en el transport urbà, va començar converses amb l'UAB per tal de preservar un dels Pegaso 6035 A. El 15 de desembre del 2003, l'UAB va cedir oficialment l'autobús 16 (l'antic 3031 de TMB) a l'AAFCB. Des de llavors, dipositat i mantingut a les cotxeres de l'UAB, va realitzar nombrosos viatges especials pels socis de l'AAFCB i per altres actes públics, entre els anys 2004 i 2012. A més, ocasionalment encara era utilitzar per l'UAB per atendre els seus serveis universitaris. El 2009, l'UAB va deixar de prestar directament el servei de transport i el va concedir a l'empresa Autocars Font, tot i que aquesta va seguir utilitzant els vehicles de la pròpia UAB.
Finalment, el 2012 Autocars Font va deixar d'emprar els autobusos i la cotxera de l'UAB, motiu pel qual calia trobar una altra ubicació per l'autobús històric 16 on conservar-lo, coincidint això amb un moment de dificultats econòmiques de l'AAFCB, motivades pel canvi forçat de local social. Aquestes circumstàncies van portar a que l'octubre de 2012, l'autobús 16 se cedís oficialment a Mohn, que el va incorporar a la seva flota amb el número 1343. La intenció era restaurar-lo en els colors antics de Mohn, per rememorar els sis autobusos del mateix tipus que la empresa va posar en servei entre els anys 1969 i 1971 (números 52, 56 a 58, 60 i 62). No obstant, des del 2012 l'autobús està donat de baixa i no s'ha iniciat cap treball de restauració.

### Cotxeres
Mohn disposa de dues instal·lacions per l'estacionament i manteniment dels seus vehicles. La més antiga es troba al carrer Migdia de Viladecans, en ple centre urbà, i es propietat de Mohn. Ocupa una parcel·la de 8.000 m² i disposa d'espai per uns 50 autobusos, i un edifici amb tallers i les oficines centrals de l'empresa. L'altre es troba al carrer de la Ciència de Gavà, i està llogada per l'ajuntament de Gavà a l'Àrea Metropolitana de Barcelona, que cedeix el seu ús a Mohn. Posada en servei el 28 de gener de 2010, ocupa una parcel·la de 10.500 m² i té capacitat per uns 80 autobusos. No disposa de taller, però si d'equipaments per la neteja i repostatge dels autobusos. El 2019 es van instal·lar connexions per la càrrega dels nous autobusos elèctrics.